# Énergie en Ukraine
Le secteur de l'énergie en Ukraine se caractérise surtout par la prépondérance des combustibles fossiles, qui pesaient pour 67,8 % dans la consommation intérieure d'énergie primaire en 2021 (gaz naturel : 27,1 %, charbon : 23,7 %, pétrole : 17,0 %). Le nucléaire avait aussi une place importante : 25,6 %, et les énergies renouvelables ne contribuaient que pour 6,8 % (dont 4,8 % de biomasse).
La production d'énergie primaire est dominée par le nucléaire : 41,3 %, le gaz naturel : 27,8 % et le charbon : 15,1 %. Les réserves de charbon sont abondantes : l'Ukraine se situe au 6e rang mondial avec 4,2 % des réserves mondiales, mais sa production ne couvrait que 39,5 % de sa consommation en 2021. Elle a reculé de 78 % par rapport à 2012 : la guerre du Donbass a causé une baisse de 53 % entre 2013 et 2015, puis l'invasion de l'Ukraine par la Russie une baisse de 34 % en 2022.
L'Ukraine dispose également de gisements de pétrole et de gaz, qui couvrent respectivement 16,3 % et 63,7 % de la consommation du pays en 2021. Elle reste donc dépendante des importations, ce qui pose un grave problème de dépendance, surtout pour le gaz, qui a été l'enjeu de plusieurs conflits gaziers russo-ukrainiens. L'Ukraine espère se libérer de cette dépendance grâce au renforcement des interconnexions avec la Slovaquie, des accords avec la Pologne, et éventuellement à l'exploitation des gaz de schiste dont elle disposerait de gisements importants.
La consommation d'énergie primaire par habitant, en recul de 49 % de 2012 à 2022, est inférieure de 22 % à la moyenne mondiale, de 71 % à celle de la Russie, de 55 % à celle de la France et de 60 % à celle de l'Allemagne en 2022.
L'électricité couvrait 20,8 % de la consommation finale d'énergie en 2021. Sa production se répartissait en 2021 entre le nucléaire pour 54,6 %, les combustibles fossiles pour 32,3 % (charbon : 23,1 %, gaz naturel : 9,1 %, pétrole : 0,1 %) et les énergies renouvelables pour 13 % (hydraulique : 6,5 %, solaire : 4,2 %, biomasse : 0,5 %, éolien : 1,8 %).
Les émissions de CO2 liées à l'énergie étaient en 2021 inférieures de 15 % à la moyenne mondiale, de 10 % à celle de la France, de 50 %  à celle de l'Allemagne et de 69 % à celle de la Russie.

## Vue d'ensemble
| Principaux indicateurs de l'énergie en Ukraine                                                                                                 | Principaux indicateurs de l'énergie en Ukraine | Principaux indicateurs de l'énergie en Ukraine | Principaux indicateurs de l'énergie en Ukraine | Principaux indicateurs de l'énergie en Ukraine | Principaux indicateurs de l'énergie en Ukraine | Principaux indicateurs de l'énergie en Ukraine |
| --- | ---------------------------------------------- | ---------------------------------------------- | ---------------------------------------------- | ---------------------------------------------- | ---------------------------------------------- | ---------------------------------------------- |
| | Population                                     | Consom. énergie primaire                       | Production                                     | Importation nette                              | Consom. élect.*                                | Émissions GES**                                |
| Année | Millions                                       | PJ                                             | PJ                                             | PJ                                             | TWh                                            | Mt CO2éq                                       |
| 1990 | 51,46                                          | 10 552                                         | 5 685                                          | 5 064                                          | 248,43                                         | 694,3                                          |
| 2000 | 49,18                                          | 5 602                                          | 3 200                                          | 2 413                                          | 136,63                                         | 297,3                                          |
| 2010 | 45,87                                          | 5 541                                          | 3 301                                          | 1 754                                          | 162,83                                         | 268,0                                          |
| 2011 | 45,71                                          | 5 299                                          | 3 587                                          | 1 997                                          | 167,40                                         | 281,6                                          |
| 2012 | 45,59                                          | 5 129                                          | 3 576                                          | 1 612                                          | 165,99                                         | 276,0                                          |
| 2013 | 45,49                                          | 4 863                                          | 3 615                                          | 1 315                                          | 163,77                                         | 268,6                                          |
| 2014 | 45,27                                          | 4 424                                          | 3 239                                          | 1 149                                          | 154,77                                         | 235,9                                          |
| 2015 | 45,15                                          | 3 887                                          | 2 701                                          | 1 256                                          | 144,9                                          | 189,0                                          |
| 2016 | 45,00                                          | 3 835                                          | 2 662                                          | 1 159                                          | 144,2                                          | 199,5                                          |
| 2017 | 44,83                                          | 3 743                                          | 2 464                                          | 1 388                                          | 134,1                                          | 173,0                                          |
| 2018 | 44,62                                          | 3 916                                          | 2 549                                          | 1 354                                          | 136,8                                          | 183,6                                          |
| 2019 | 44,39                                          | 3 741                                          | 2 531                                          | 1 376                                          | 133,7                                          | 172,3                                          |
| 2020 | 44,13                                          | 3 616                                          | 2 387                                          | 1 231                                          | 130,6                                          | 163,2                                          |
| 2021 | 43,82                                          | 3 692                                          | 2 290                                          | 1 298                                          | 140,2                                          | 161,4                                          |
| variation 1990-2021 | -15 %                                          | -65 %                                          | -60 %                                          | -74 %                                          | -44 %                                          | -77 %                                          |
| * consommation brute d'électricité = production+importations-exportations-pertes en ligne ** émissions de gaz à effet de serre par combustion. |                                                |                                                |                                                |                                                |                                                |                                                |

## Comparaisons internationales
L'Agence internationale de l'énergie et l'Energy Institute classaient l'Ukraine dans les premiers rangs pour plusieurs indicateurs du domaine de l'énergie avant la chute causée par l'invasion  :
| Source d'énergie | indicateur          | rang | année | quantité               | unité           | % monde | commentaires                                                                                        |
| Charbon | Réserves            | 6e   | 2020  | 32,04                  | Mds tonnes (Gt) | 4,2 %   | 1er : États-Unis (218,5 Gt), 2e : Chine (135,5 Gt)                                                  |
| Charbon | Production          | 18e  | 2022  | 0,36 (2021 : 0,54)     | Exajoules (EJ)  | 0,2 %   | 1er : Chine (92,22 EJ), 2e : Inde (15,02 EJ), 3e : Indonésie (13,95 EJ)                             |
| Charbon | Consommation        | 22e  | 2022  | 0,52 (2021 : 0,95)     | Exajoules (EJ)  | 0,3 %   | 1er : Chine (88,56 EJ), 2e : Inde (20,09 EJ)                                                        |
| Nucléaire | Production          | 7e   | 2022  | 62,1 (2021 : 86,2 TWh) | TWh             | 2,3 %   | 1er : États-Unis (812,1 TWh, 30,3 %), 2e : Chine (418,7 TWh, 15,6 %), 3e : France (294,7 TWh, 11 %) |
| Nucléaire | Puissance installée | 7e   | 2023  | 13,1                   | GW              | 3,5 %   | 1er : États-Unis (97 GW), 2e : France (61 GW)                                                       |
| Nucléaire | % nucléaire/élec*   | 2e   | 2022  | 55,1                   | %               |         | 1er : France (63,0 %)                                                                               |
| 2020p = données provisoires 2020 * % nucléaire/total production d'électricité (classement parmi les 10 principaux producteurs) |                     |      |       |                        |                 |         | |

## Production d'énergie primaire
| Source                                                  | 1990  | %    | 2000  | %    | 2010  | %    | 2020  | %    | 2021  | % 2021 | var. 2021/1990 |
| Charbon                                                 | 3 634 | 63,9 | 1 522 | 47,5 | 1 408 | 42,7 | 534   | 22,4 | 345   | 15,1 % | -91 %          |
| Pétrole                                                 | 221   | 3,9  | 155   | 4,8  | 150   | 4,6  | 104   | 4,3  | 102   | 4,5 %  | -54 %          |
| Gaz naturel                                             | 946   | 16,6 | 628   | 19,6 | 646   | 19,6 | 664   | 27,8 | 637   | 27,8 % | -33 %          |
| Total fossiles                                          | 4 801 | 84,5 | 2 305 | 72,0 | 2 204 | 66,8 | 1 301 | 54,5 | 1 084 | 47,3 % | -77 %          |
| Nucléaire                                               | 831   | 14,6 | 844   | 26,4 | 979   | 29,7 | 837   | 35,1 | 947   | 41,3 % | +14 %          |
| Hydraulique                                             | 38    | 0,7  | 41    | 1,3  | 47    | 1,4  | 27    | 1,1  | 37    | 1,6 %  | -2 %           |
| Biomasse-déchets                                        | 15    | 0,3  | 11    | 0,3  | 70    | 2,1  | 186   | 7,8  | 186   | 8,1 %  | +1130 %        |
| Solaire, éolien                                         |       |      | 0,02  | ε    | 0,2   | 0,01 | 33    | 1,4  | 34    | 1,5 %  | ns             |
| Chaleur                                                 |       |      |       |      |       |      | 2     | 0,1  | 2     | 0,1 %  | ns             |
| Total EnR                                               | 53    | 0,9  | 52    | 1,6  | 117   | 3,6  | 249   | 10,4 | 259   | 11,3 % | +390 %         |
| Total                                                   | 5 685 | 100  | 3 200 | 100  | 3 301 | 100  | 2 387 | 100  | 2 290 | 100 %  | -60 %          |
| Source des données : Agence internationale de l'énergie |       |      |       |      |       |      |       |      |       |        |                |

### Charbon

#### Réserves de charbon
Les réserves prouvées récupérables de charbon de l'Ukraine étaient estimées par l'Agence fédérale allemande pour les sciences de la terre et les matières premières (BGR) à 32 Gt (milliards de tonnes) fin 2020. BGR estime de plus à 49 Gt les ressources ultimes de charbon, soit 1,2 % des ressources ultimes mondiales. Les réserves prouvées de charbon représentent 4,2 % des réserves mondiales, au 6e rang mondial. Les réserves de lignite sont estimées à 2,3 Gt, plus 2,7 Gt de ressources ultimes.
Au rythme de production de 2022, ces réserves de charbon représentent 1942 années de production.

#### Production de charbon
En 2022, la production de charbon de l'Ukraine s'élevait à 16,5 Mt, soit 0,36 EJ, au 18e rang mondial avec 0,2 % du total mondial ; elle a reculé de 78 % par rapport à 2012 : la guerre du Donbass a causé une baisse de 53 % entre 2013 et 2015, puis l'invasion de l'Ukraine par la Russie une baisse de 34 % en 2022.
La production est localisée pour l'essentiel dans le Donbass (bassin houiller du Donets). La mine de Bajanova et la mine de Zassyadko figurent parmi les plus importantes de ce bassin.
La guerre du Donbass a fait chuter la production de charbon de 22,4 % à 65 Mt (millions de tonnes) selon une estimation provisoire du ministère de l'énergie ; en décembre 2014, cette chute s'accentuait à 54,5 % ; elle concernait surtout les régions de Donetsk : 26,1 Mt (-30,4 % en 2014 et -67 % en décembre) et Louhansk 17,9 Mt (-31,3 % et -79 % en décembre) ; ces deux régions ont encore représenté 67,7 % de la production totale du pays en 2014 ; la production a augmenté dans les régions de Dnipropetrovsk : 18,9 Mt (+4 %) et de Lviv : 1,8 Mt (+20 %). L'Ukraine a commencé à importer du charbon d'Afrique du Sud et de Russie pour alimenter ses centrales électriques à charbon. Les importations de charbon en 2014 ont coûté 1,77 Mds$ (milliard de dollars). Les deux régions séparatistes produisaient 70 % du charbon ukrainien avant le conflit, et en particulier la totalité de la production d'anthracite, utilisée par sept des 14 centrales thermiques du pays, est située en zone rebelle.
Dans le cadre des explosions nucléaires pour l'économie nationale, une explosion nucléaire expérimentale dénommée « projet clivage » a été réalisée le 16 septembre 1979 à 900 m de profondeur dans la mine de charbon « Yunkom » (Jeune Communiste) à Younokomounarivsk (actuel Bounhe) dans la région de Donetsk avec pour objectif d'éviter des éboulements et des fuites de méthane entre deux couches en pente.

#### Consommation de charbon
La consommation de charbon en Ukraine s'est établie en 2022 à 0,52 EJ, en baisse de 46 % par rapport à 2021, au 22e rang mondial avec 0,3 % du total mondial ; elle a reculé de 71 % depuis 2012. La production de charbon du pays couvre 69 % de sa consommation.

### Pétrole
La production de pétrole atteignait 102 PJ en 2021. Elle couvrait seulement 16,3 % de la consommation du pays.
Ukrnafta est la principale entreprise pétrolière et gazière ukrainienne. Privatisée en 1994, elle revendique en 2014 une part de marché de 69 % dans la production nationale de pétrole et de 8,6 % dans celle de gaz. Elle est contrôlée à plus de 50 % par l'entreprise d'état Naftogaz.

### Gaz naturel

#### Réserves de gaz naturel
Les réserves prouvées de gaz naturel de l'Ukraine étaient estimées par BGR à 1 104 Gm3 fin 2020, soit 0,5 % des réserves mondiales ; BGR estiment les ressources ultimes supplémentaires à 4 495 Gm3. L'Ukraine était en 2014 au 3e rang européen pour ses réserves derrière la Norvège et les Pays-Bas. Avec l'exploitation du gaz de Crimée, comme le champ de gaz de Djankoï, est créé le gazoduc Kherson-Armyansk-Djankoï-Simferopol pour connecter la Crimée au continent.
Les réserves prouvées de gaz naturel représentent 63 années de production au rythme de 2022.

#### Organisation du secteur gazier
Naftogaz est la compagnie pétrolière et gazière d'état de l'Ukraine ; elle a été créée en 1998 ; 90 % de son activité est liée au gaz ; sa filiale Ukrtransgaz gère le réseau de gazoducs qui traverse le pays pour livrer le gaz russe à l'Europe centrale et occidentale (62,2 Mds m3 transmis à l'Union européenne en 2014). Ukrtransgaz gère également le plus grand système de stockage souterrain de gaz d'Europe, composé de 12 sites dont la capacité totalise 31 Mds m3 (plus d'un quart de la capacité totale de l'Union européenne) ; sa capacité d'injection est de 280 millions m3/jour. Ukrgasvydobuvannya (UGV) est la principale compagnie ukrainienne dans l'amont gazier et la seconde dans l'amont pétrolier. En 2014, elle a produit près de 14 Mds m3 de gaz, représentant les deux tiers du marché.
Le contrat d'importation de gaz russe arrive à son terme fin 2024, et l'Ukraine refuse de le renouveler.

#### Production de gaz naturel
En 2022, selon l'Energy Institute, l'Ukraine a produit 17,5 Gm3 de gaz naturel, soit 0,63 EJ, en baisse de 6,6 % en 2022 et de 10 % depuis 2012, représentant 0,4 % de la production mondiale, très loin derrière les États-Unis (24,2 %) et la Russie (15,3 %).
En 2021, l'Ukraine a produit 637 PJ de gaz naturel, couvrant 63,7 % de la consommation intérieure.
En Europe (hors Russie), la production ukrainienne de gaz se classait en 2014 au 4e rang derrière celles de la Norvège, des Pays-Bas et du Royaume-Uni. Naftogaz prévoit pour 2016 une baisse de production de 1,2 milliard de m3, dont 0,2 milliard de m3 du fait des pertes d'installations de production lors du conflit armé dans le Donbass et des plateformes Vichki Boïka en mer Noire.
L'Ukraine a été exportatrice de gaz naturel de 1960 à 1978 ; sa production a atteint son maximum en 1975 à 68,7 milliards de m3. Après un long déclin, elle s'est stabilisée depuis 1993 aux alentours de 20 milliards de m3. Elle exploite le champ gazier sud de l'Ukraine-mer Noire-Crimée.
Dans le cadre des explosions nucléaires pour l'économie nationale, une explosion nucléaire (« opération Fakel ») a été réalisée le 9 juillet 1972 à 2 483 m de profondeur dans un gisement de gaz dans la région de Kharkiv avec pour objectif l'obturation d'une fuite de méthane.

#### Gaz de schiste
L'extraction de gaz de schiste du champ de gaz de Yuzivska, dans les régions de Donetsk et Kharkiv, était annoncée en 2012 par le ministre de l'environnement et des ressources naturelles pour 2017 ; ses réserves étaient estimées à 1 000 Mds m3. Avec le gisement d'Olesska dans la région de Lviv, le potentiel de production était évalué à 15 Mds m3 par an. Un rapport publié en 2013 par l'Energy Information Administration américaine classait l'Ukraine au 3e rang européen (hors Russie) pour ses réserves de gaz de schiste, derrière la Pologne et la France. Des accords de prospection ont été signés avec Shell en janvier 2013 pour le champ gazier de Yuzivska et avec Chevron pour la zone d’Olesska en novembre 2013. Le président Porochenko a déclaré en janvier 2015 au forum de Davos : « Je suis absolument sûr que dans deux ans, nous serons indépendants de la Russie pour l'énergie. Nous avons un nouveau moyen de recevoir du gaz européen. Nous aurons la technologie pour le gaz de schiste dans notre pays ».

#### Consommation de gaz naturel
La production de gaz de l'Ukraine (637 PJ) a couvert 63,7 % de sa consommation (1 001 PJ) en 2021.
Selon le rapport annuel 2014 de Naftogaz, la consommation de gaz pour le secteur résidentiel (besoins des ménages) était prévue à 21,3 Mds m3 en 2015-16, dont 6,7 Mds m3 sous forme de chauffage urbain et 14,5 Mds m3 d'utilisation directe par les ménages : 2,5 Mds m3 pour la cuisine et l'eau chaude et 12 Mds m3 pour le chauffage, dont 3,3 Mds m3 en dépassement de la norme sociale de 200 m3 par mois ; cette demande est couverte par la production nationale à hauteur de 12,8 Mds m3 et 8,5 Mds m3 sont importés.

#### Importations de gaz naturel

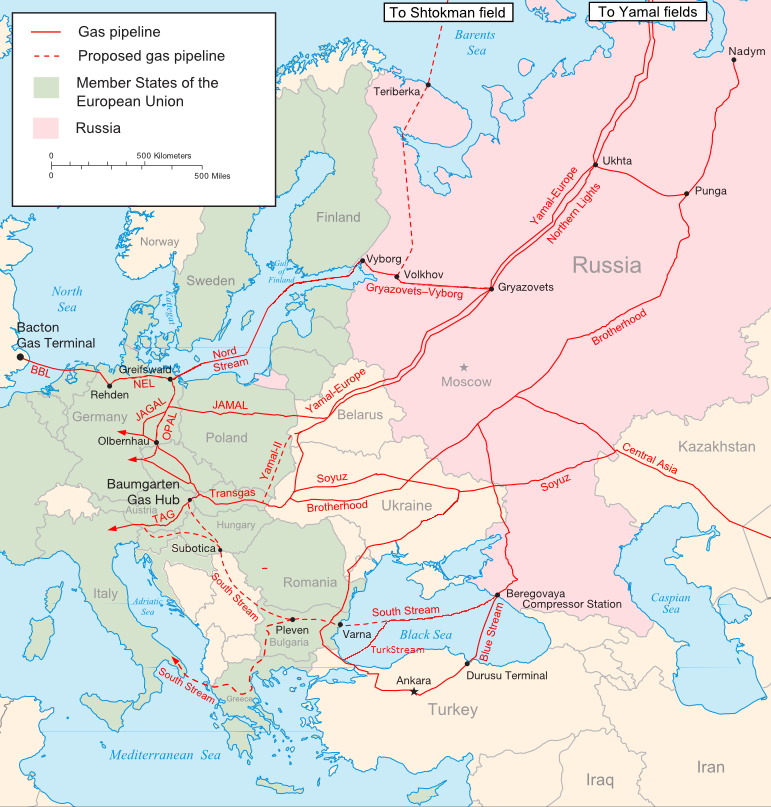
Principaux gazoducs russes vers l'Europe, 2013.

Carte des pays européens dont l'approvisionnement en gaz a été coupé en 2009.
Rouge : coupure à plus de 75 % ; Orange : 50 à 75 % ; rose : 25 à 50 % ; Jaune : < 25 %.

En 2020, les importations de gaz naturel par gazoduc ont atteint 14,7 Gm3, au 1er rang mondial, provenant de Russie, soit la moitié de la consommation de l'Ukraine : 29,3 Gm3.
Les principaux gazoducs qui traversent l'Ukraine sont :
- « Soyouz » (Union), qui achemine le gaz du gisement d'Orenburg au sud de l'Oural ;
- « Fraternité » (Bratstvo) ou Gazoduc Ourengoï–Pomary–Oujhorod ;
- Dachava-Kyïv ;
- Yamal-Europe ou « Progrès ».

Réduire la dépendance envers le gaz russe est l'une des priorités majeures de la politique de l'Ukraine.
Les conflits gaziers russo-ukrainiens de 2005-06, 2007-08 et 2008-09, déclenchés par des différends sur les prix de transit et de livraison du gaz, ont causé de graves perturbations dans l'approvisionnement en gaz des pays d'Europe orientale et centrale.
Le 28 avril 2014, Ukrtransgaz et Eustream, le gestionnaire du réseau slovaque, signent un protocole d'accord encouragé par la Commission européenne, établissant l'intention des parties de rendre possibles des flux gaziers bidirectionnels sans restrictions  entre la Slovaquie et l'Ukraine, à tous les points d’interconnexion entre les deux pays. Le 2 septembre 2014, un nouveau gazoduc pour les livraisons de gaz de la Slovaquie à l'Ukraine était mis en service ; puis sa capacité a été progressivement accrue depuis les 8 Mds m3/an initiaux jusqu'à 15 Mds m3/an en janvier 2015, permettant de couvrir jusqu'à 90 % de la demande de gaz de l'Ukraine. En décembre 2014, Ukrtransgaz et le gestionnaire du réseau polonais GAZ-SYSTEM S.A. ont signé un accord de coopération pour accroître la capacité de transport de gaz de Pologne vers l'Ukraine de 1,5 Mds m3/an à 9,5 Mds m3/an ainsi que pour utiliser les capacités de stockage de gaz de l'Ukraine pour stocker du gaz européen.
En octobre 2015, un terminal maritime de gaz naturel liquéfié (GNL) a été mis en service à Świnoujście, dans le nord-ouest de la Pologne, en Poméranie occidentale, près de la frontière allemande. Il permet à la Pologne de s’approvisionner désormais par navires méthaniers auprès de nombreux pays tels que le Qatar ou le Nigeria. La Première ministre polonaise, Ewa Kopacz a déclaré : « La Pologne a atteint son but stratégique, nous sommes indépendants en matière de gaz » . La mise en exploitation du terminal réduira sensiblement le risque de pressions russes. Le terminal a une capacité de 5 milliards de m3 par an, soit un tiers du gaz consommé par la Pologne, dont environ 40 % provient de Russie. L'Ukraine espère pouvoir bénéficier au moins partiellement de cette nouvelle source.
En 2023, environ 14,65 Gm3 de gaz naturel russe ont transité par le territoire ukrainien, procurant des revenus significatifs aux deux camps : 800 millions € pour l'Ukraine et 5 milliards € pour Gazprom,.
Fin 2024, l'Ukraine reçoit sa première livraison de GNL américain, pour un volume de 100 millions de mètres cubes, pour compenser la fin du contrat d'importation de gaz naturel russe, que l'Ukraine a annoncé refuser de renouveler. Cette cargaison a été livrée à un terminal grec de regazéification en Méditerranée, puis transférée par gazoduc.

### Uranium
L'Ukraine détenait 108 700 tonnes d'uranium récupérable en 2019, soit 2 % des ressources mondiales en uranium, au 12e rang. L'AIEA évaluait en 2021 les ressources récupérables à 186 000 tonnes, dont 73 000 tonnes récupérables à moins de 80 $/kgU ; les ressources « raisonnablement assurées » sont estimées à 122 000 tonnes.
La production a commencé en 1948 à Pervomaïske, et environ 130 000 tonnesU ont été produits depuis lors jusqu'à 2016. La production fluctue autour de 1 000 tonnes/an : 926 tU en 2014, 1 200 tU en 2015, 1 005 tU en 2016, 550 tU en 2017, 1 180 tU en 2018 et 801 tU en 2019.
VostGOK (Vostochny Gorno-Obogatitel’niy Kombinat, Entreprise orientale d'extraction et de traitement) a produit jusqu'à 830 tU/an, soit environ 30 % des besoins du pays. L'usine de traitement est située à Jovti Vody dans la région de Dnipropetrovsk. Les mines sont à Inhulska et Smolinska dans la région de Kirovohrad, et Safonivske dans la région de Mykolaïv. Le principal gisement encore inexploité est réputé être celui de Mykhaïlivske dans la région de Kirovohrad. Le projet de mine de Novokostiantynivske dans cette dernière région est considéré comme le plus grand gisement d'uranium d'Europe avec environ 90 000 tonnesU de ressources d'une teneur de 0,14 % ; la production a commencé en 2011, et elle atteignait 790 tU en 2018 et 750 tU en 2019.
L'Ukraine envoie ses concentrés d'uranium et ses alliages de zirconium en Russie pour la fabrication des assemblages de combustible par TVEL, qui les livre aux centrales nucléaires ukrainiennes. En juillet 2015, un accord a été signé avec l'américain Converdyn pour étudier la construction d'une usine de conversion en Ukraine ; en avril 2015 Energoatom a signé un accord avec Areva pour la fourniture d'uranium enrichi, mais cet accord n'a pas été appliqué. Des assemblages combustibles adaptés aux réacteurs VVER-1000 ont été mis au point par Westinghouse à partir de 2005 et 630 assemblages ont été fournis à partir de 2008. En 2010, Energoatom a signé un accord de fourniture de combustible à long terme pour ses 15 réacteurs avec le russe TVEL, dont il est le principal client étranger avec 55 % de ses exportations. Après l'annexion de la Crimée par la Russie, l'Ukraine a prolongé en avril 2014 son contrat avec Westinghouse jusqu'à 2020 ; en 2016 Energoatom achète 70,5 % de ses combustibles à TVEL et 29,5 % à Westinghouse Sweden, et en 2017 la part de Westinghouse était de 31 % en valeur. En janvier 2018, Energoatom prolonge son contrat avec Westinghouse jusqu'à 2025. En juillet 2018, le réacteur no 3 de la centrale nucléaire d'Ukraine du Sud est devenu le premier réacteur chargé avec un cœur complet de son combustible ; en décembre 2019, le réacteur Zaporijjia -5 est également chargé entièrement avec du combustible de Westinghouse. En décembre 2018, Energoatom annonce la conclusion d'un accord avec TVEL pour l'approvisionnement en combustible de 8 réacteurs de 2021 à 2025, Westinghouse approvisionnant les 6 autres.
Jusqu'ici, les combustibles usagés ont été stockés sur les sites des centrales, sauf une partie des assemblages VVER-440 envoyés pour retraitement en Russie en vertu d'un accord de 1993. En 2014 Energoatom a lancé une étude sur l'éventuel retraitement de ses combustibles usagés par Areva à La Hague. Par ailleurs, un site de stockage central pour les combustibles usagés de tous les réacteurs est en construction à Tchernobyl par la société américaine Holtec International ; la première tranche pour 3 600 assemblages devait être terminée en 2018 et la 4e en 2021, mais les hostilités dans l'est du pays ont retardé le programme. Les essais préliminaires ont été entrepris en novembre 2021 et la première livraison de combustibles usagés est attendue en 2022.

## Consommation intérieure brute d'énergie primaire
L'Energy Institute estime la consommation d'énergie primaire de l'Ukraine en 2022 à 2,33 EJ, en baisse de 30,7 % en 2022 et de 55 % depuis 2012 ; elle représente 0,4 % de la consommation mondiale. Elle se répartit en 68,7 % de combustibles fossiles (pétrole : 16,7 %, gaz naturel : 29,6 %, charbon : 22,3 %), 24 % de nucléaire et 7,3 % d'énergies renouvelables, dont 4,3 % d'hydroélectricité. La consommation d'énergie primaire par habitant s'élève à 58,7 GJ, en recul de 24 % en 2022 et de 49 % par rapport à 2012, inférieure de 22 % à la moyenne mondiale : 75,7 GJ, de 55 % à celle de la France : 129,8 GJ, de 60 % à celle de l'Allemagne : 147,5 GJ et de 71 % à celle de la Russie : 199,7 GJ.
| Source                                                  | 1990   | %    | 2000  | %    | 2010  | %    | 2020  | %    | 2021  | % 2021 | var. 2021/1990 |
| Charbon                                                 | 3 477  | 33,0 | 1 614 | 28,8 | 1 597 | 28,8 | 957   | 26,5 | 873   | 23,7 % | -75 %          |
| Pétrole                                                 | 2 448  | 23,2 | 500   | 8,9  | 552   | 10,0 | 592   | 16,4 | 627   | 17,0 % | -74 %          |
| Gaz naturel                                             | 3 846  | 36,4 | 2 607 | 46,5 | 2 313 | 41,7 | 998   | 27,6 | 1 001 | 27,1 % | -74 %          |
| Total fossiles                                          | 9 771  | 92,6 | 4 721 | 84,3 | 4 462 | 80,5 | 2 547 | 70,4 | 2 501 | 67,8 % | -74 %          |
| Nucléaire                                               | 831    | 7,9  | 844   | 15,1 | 979   | 17,7 | 837   | 23,2 | 947   | 25,6 % | +14 %          |
| Hydraulique                                             | 38     | 0,4  | 41    | 0,7  | 47    | 0,9  | 27    | 0,8  | 37    | 1,0 %  | -2 %           |
| Biomasse-déchets                                        | 15     | 0,1  | 11    | 0,2  | 67    | 1,2  | 178   | 4,9  | 178   | 4,8 %  | +1077 %        |
| Solaire, éolien                                         |        |      | 0,02  | ε    | 0,2   | ε    | 33    | 0,9  | 34    | 0,9 %  | ns             |
| Chaleur                                                 |        |      |       |      |       |      | 2     | 0,1  | 2     | 0,1 %  | ns             |
| Total EnR                                               | 53     | 0,5  | 52    | 0,9  | 114   | 2,1  | 240   | 6,6  | 251   | 6,8 %  | +375 %         |
| Solde exp.électricité                                   | -102   | -1,0 | -14   | -0,2 | -15   | -0,3 | -9    | -0,2 | -7    | -0,2 % | -93 %          |
| Total                                                   | 10 552 | 100  | 5 602 | 100  | 5 541 | 100  | 3 616 | 100  | 3 692 | 100 %  | -65 %          |
| Source des données : Agence internationale de l'énergie |        |      |       |      |       |      |       |      |       |        |                |

## Consommation finale d'énergie
La consommation finale d'énergie en Ukraine (après raffinage, transformation en électricité ou en chaleur de réseau, transport, etc) a évolué comme suit :
| Source                                                  | 1990  | %    | 2000  | %    | 2010  | %      | 2020  | %      | 2021  | % 2021 | var. 2021/1990 |
| Charbon                                                 | 1 072 | 17,1 | 418   | 13,8 | 334   | 10,8   | 244   | 12,2   | 231   | 11,3 % | -78 %          |
| Produits pétroliers                                     | 1 786 | 28,4 | 443   | 14,6 | 526   | 17,0   | 404   | 20,2   | 438   | 21,4 % | -75 %          |
| Gaz naturel                                             | 1 391 | 22,1 | 1 194 | 39,4 | 1 189 | 38,4   | 552   | 27,6   | 558   | 27,2 % | -60 %          |
| Total fossiles                                          | 4 250 | 67,6 | 2 055 | 67,8 | 2 049 | 66,2   | 1 200 | 60,0   | 1 227 | 59,8 % | -71 %          |
| Biomasse-déchets                                        | 13    | 0,2  | 10    | 0,3  | 41    | 1,3    | 91    | 4,6    | 91    | 4,5 %  | +597 %         |
| Électricité                                             | 740   | 11,8 | 409   | 13,5 | 483   | 15,6   | 409   | 20,4   | 427   | 20,8 % | -42 %          |
| Chaleur                                                 | 1 284 | 20,4 | 556   | 18,3 | 523   | 16,9 % | 300   | 15,0 % | 305   | 14,9 % | -76 %          |
| Total                                                   | 6 287 | 100  | 3 029 | 100  | 3 096 | 100    | 2 000 | 100    | 2 051 | 100 %  | -67 %          |
| Source des données : Agence internationale de l'énergie |       |      |       |      |       |        |       |        |       |        |                |

| Filière                                                 | 1990  | %    | 2000  | %    | 2010  | %    | 2020  | %    | 2021  | % 2021 | var. 2021/1990 |
| Industrie                                               | 3 315 | 52,7 | 1 372 | 45,3 | 1 044 | 33,7 | 668   | 33,4 | 658   | 32,1 % | -80 %          |
| Transport                                               | 814   | 13,0 | 437   | 14,4 | 541   | 17,5 | 335   | 16,8 | 396   | 19,3 % | -51 %          |
| Résidentiel                                             | 1 388 | 22,1 | 1 024 | 33,8 | 998   | 32,2 | 569   | 28,5 | 567   | 27,7 % | -59 %          |
| Tertiaire                                               | 50    | 0,8  | 67    | 2,2  | 195   | 6,3  | 204   | 10,2 | 203   | 9,9 %  | +304 %         |
| Agriculture                                             | 389   | 6,2  | 64    | 2,1  | 85    | 2,8  | 70    | 3,5  | 73    | 3,6 %  | -81 %          |
| Non spécifié                                            | 60    | 1,0  | 15    | 0,5  | 0,2   | ε    |       |      |       |        | ns             |
| Usages non énergétiques (chimie)                        | 271   | 4,3  | 51    | 1,7  | 233   | 7,5  | 154   | 7,7  | 154   | 7,5 %  | -43 %          |
| Total                                                   | 6 287 | 100  | 3 029 | 100  | 3 096 | 100  | 2 000 | 100  | 2 051 | 100 %  | -67 %          |
| Source des données : Agence internationale de l'énergie |       |      |       |      |       |      |       |      |       |        |                |

## Secteur de l'électricité

### Production d'électricité
En 2022, selon l'Energy Institute, l'Ukraine a produit 112,7 TWh d'électricité, soit 0,4 % de la production mondiale. Cette production a reculé de 43 % par rapport à 2012, en deux étapes : la guerre du Donbass a causé une baisse de 16 % entre 2013 et 2015, puis l'invasion de l'Ukraine par la Russie a engendré une baisse de 27,5 % en 2022. La production d'électricité se répartit en 2022 en 28,8 % de combustibles fossiles (charbon : 22 %, gaz naturel : 6,4 %, pétrole : 4,4 %), 55,1 % de nucléaire et 16,1 % de sources renouvelables, dont 9,8 % d'hydroélectricité. La part de l'éolien est de 1,3 %, celle du solaire de 4,5 % et celle de la biomasse de 4,4 %.
| Source                                                  | 1990   | %    | 2000   | %    | 2010   | %    | 2020   | %    | 2021   | % 2021 | var. 2021/1990 |
| Charbon                                                 | 114,03 | 38,2 | 51,51  | 30,0 | 69,76  | 36,9 | 40,05  | 27,0 | 36,54  | 23,1 % | -68 %          |
| Pétrole                                                 | 48,01  | 16,1 | 1,19   | 0,7  | 0,82   | 0,4  | 0,25   | 0,2  | 0,20   | 0,1 %  | -99,6 %        |
| Gaz naturel                                             | 49,89  | 16,7 | 29,95  | 17,5 | 15,70  | 8,3  | 14,19  | 9,6  | 14,34  | 9,1 %  | -71 %          |
| Total fossiles                                          | 211,93 | 70,9 | 82,65  | 48,2 | 86,28  | 45,7 | 54,50  | 36,7 | 51,07  | 32,3 % | -76 %          |
| Nucléaire                                               | 76,18  | 25,5 | 77,34  | 45,1 | 89,15  | 47,2 | 76,20  | 51,3 | 86,21  | 54,6 % | +13 %          |
| Hydraulique                                             | 10,72  | 3,6  | 11,45  | 6,7  | 13,15  | 7,0  | 7,56   | 5,1  | 10,33  | 6,5 %  | -4 %           |
| Biomasse                                                |        |      |        |      | 0,19   | 0,1  | 0,75   | 0,5  | 0,75   | 0,5 %  | ns             |
| Éolien                                                  |        |      | 0,006  | ε    | 0,05   | 0,03 | 3,27   | 2,2  | 2,83   | 1,8 %  | ns             |
| Solaire                                                 |        |      |        |      | 0,001  | ε    | 5,97   | 4,0  | 6,56   | 4,2 %  | ns             |
| Total EnR                                               | 10,72  | 3,6  | 11,46  | 6,7  | 13,39  | 7,1  | 17,56  | 11,8 | 20,49  | 13,0 % | +91 %          |
| Total                                                   | 298,83 | 100  | 171,44 | 100  | 188,83 | 100  | 148,41 | 100  | 157,91 | 100 %  | -47 %          |
| Source des données : Agence internationale de l'énergie |        |      |        |      |        |      |        |      |        |        |                |

La puissance installée totale était en 2019 d'environ 51 GWe, dont 22 GWe au charbon, 13,8 GWe nucléaire, 5 GWe au gaz, 6,3 GWe hydroélectrique, 1,9 GWe solaire et 0,8 GWe éolien. La plupart des centrales au charbon sont anciennes et très polluantes ; près de la moitié d'entre elles est vouée à la fermeture.
À la mi-2012, l'Ukraine a mis à jour sa stratégie énergétique pour 2030, qui propose 5 à 7 GWe de nouvelles capacités nucléaires, pour un investissement d'environ 25 milliards de dollars. Une très forte croissance de la demande d'électricité était prévue à 307 TWh en 2020 et 420 TWh en 2030, et la politique du gouvernement était de continuer à en fournir la moitié par le nucléaire, ce qui aurait nécessité 29,5 GWe de nucléaire en 2030 contre 13,8 GWe en 2012 (13,1 GWe nets). Le nouveau gouvernement formé en 2014 a confirmé ces objectifs et a déclaré que l'Ukraine vise à s'intégrer dans les réseaux électrique et gazier européens afin que le pays prenne part au marché énergétique européen en 2017. En février 2021, le gouvernement confirme le besoin de trois réacteurs nucléaires supplémentaires : achèvement de Khmelnitsky 3 et 4 et construction de Rovno 5 pour remplacer deux réacteurs anciens.

#### Centrales nucléaires
Energoatom exploite l'ensemble des centrales nucléaires ukrainiennes depuis sa création en 1996.
L'Ukraine occupait en 2020 le 7e rang mondial pour la production d’électricité nucléaire avec une production de 76,4 TWh et le 3e rang mondial pour la part du nucléaire dans le mix énergétique national avec plus de 51 %.

##### Centrales nucléaires en fonctionnement

Centrales nucléaires de l'Ukraine
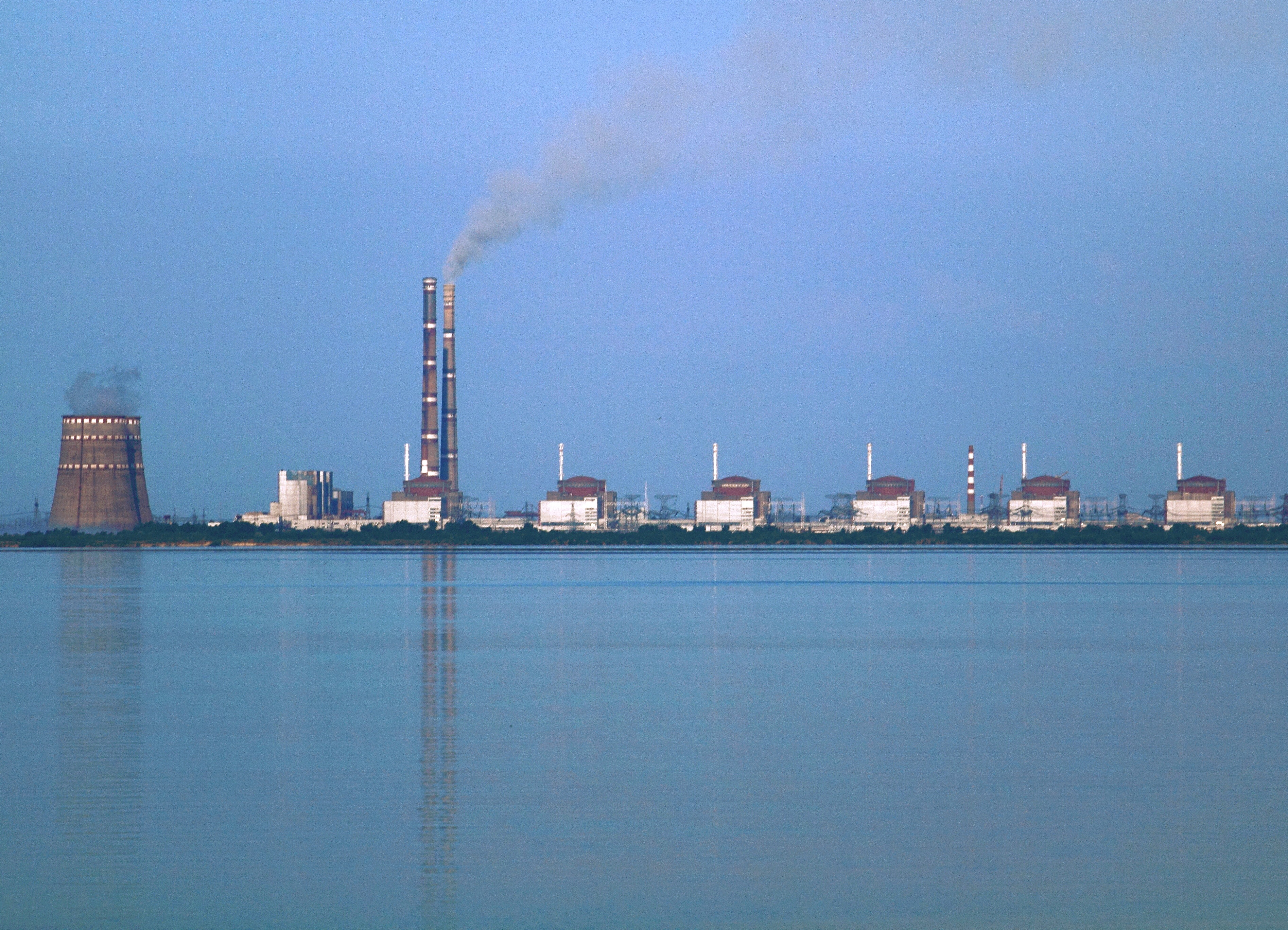
Centrale nucléaire de Zaporijia en 2009.
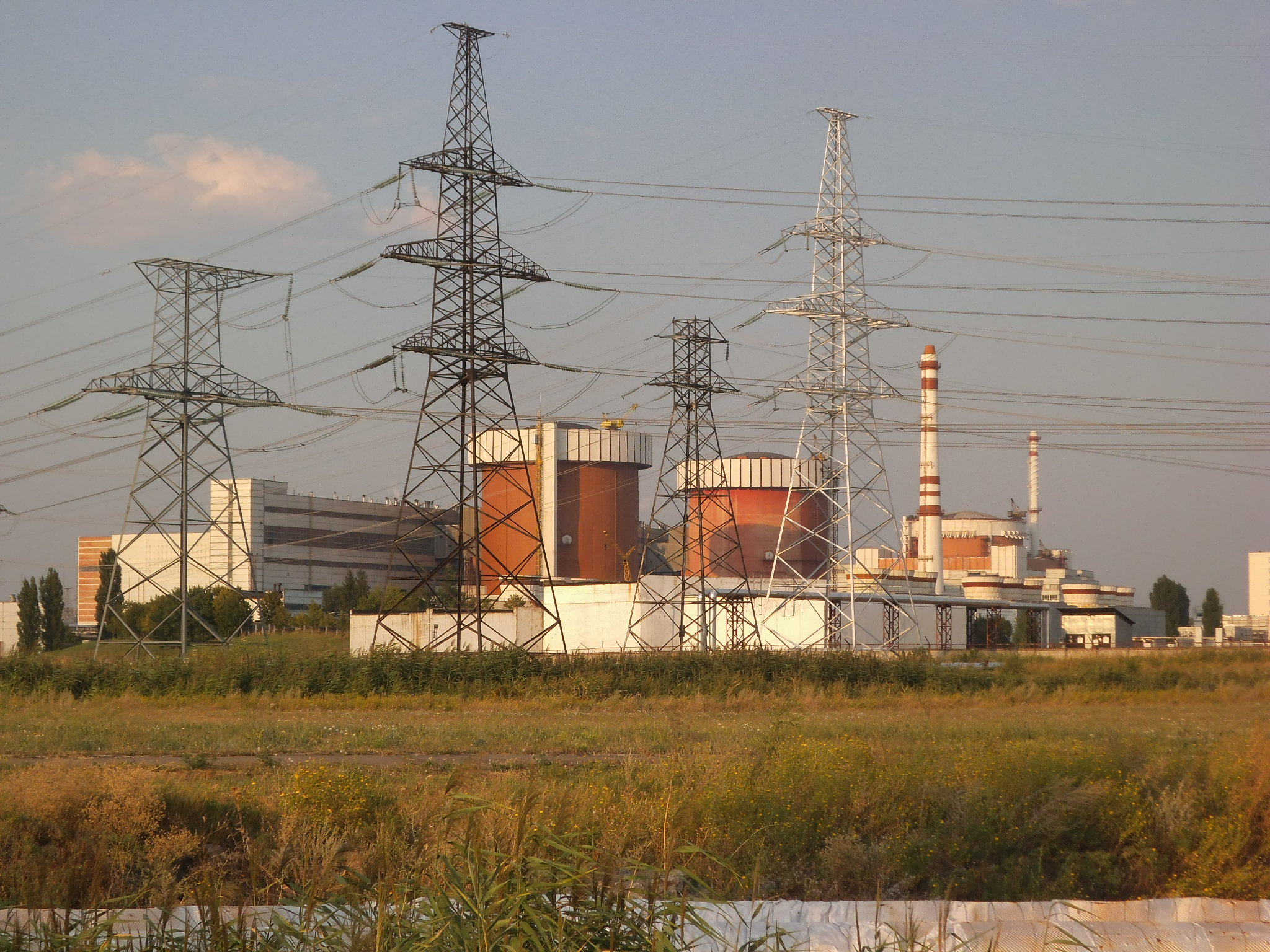
Centrale nucléaire d'Ukraine du Sud en 2013.
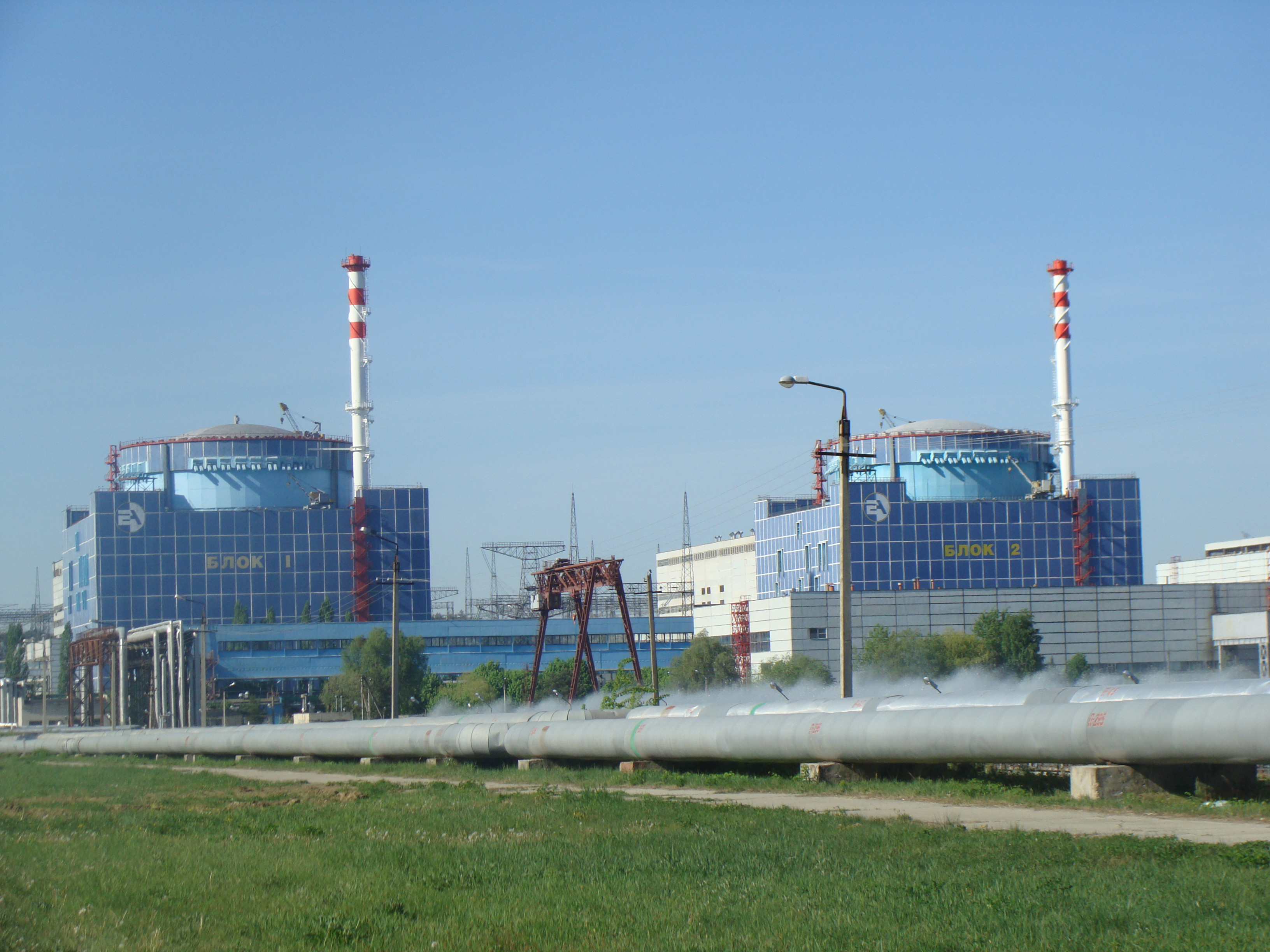
Centrale nucléaire de Khmelnitski en 2013.

Les centrales nucléaires de l'Ukraine sont en 2023 au nombre de quatre, composées de 15 réacteurs à eau pressurisée dont la puissance totale nette est de 13 107 MW et dont la production en 2021 a atteint 86,2 TWh, soit 55 % de la production nationale d'électricité : 
- Centrale nucléaire de Rivné : quatre réacteurs, dont deux de type V-213 (380 MW) et deux de type V-320 (950 MW) ;
- Centrale nucléaire d'Ukraine du Sud : trois réacteurs de 950 MW ;
- Centrale nucléaire de Zaporijia : six réacteurs V-320 de 950 MW ;
- Centrale nucléaire de Khmelnitski : deux réacteurs V-320 de 950 MW.

Mis en service en septembre 1981, ROVNO-1 est le plus ancien réacteur en activité en Ukraine. ROVNO-4 est, quant à lui, le dernier à avoir été mis en service en avril 2006.
L'Ukraine remplace progressivement, depuis 2014, les combustibles nucléaires livrés par le monopole russe TVEL par des combustibles nucléaires américains livrés par Westinghouse : en 2018, six des quinze réacteurs ukrainiens utilisent en partie du combustible américain, dont un a été chargé entièrement avec ce combustible en juillet 2018.
En mars 2015 un accord a été signé par la compagnie ukrainienne de distribution Ukrenergo et Polenergia, une contrepartie polonaise, pour exporter de l'électricité dans le cadre de l'interconnexion Ukraine-EU en liaison avec le Baltic Energy Market Interconnection Plan. Ceci permettra de mieux utiliser la capacité nucléaire de l'Ukraine et de rapporter des fonds pour financer l'extension de capacité à Khmelnitski. Une ligne de transport à 750 kV de Khmelnistki à Rzeszów en Pologne est en projet, alimentée également par la centrale à charbon ukrainienne de Burshtyn à l'extrémité occidentale du pays ; le réacteur Khmelnistki 2 serait alors déconnecté du réseau de l'Ukraine et synchronisé avec celui de l'Union européenne. En juin 2015 le gouvernement a approuvé le projet, qui n'a cependant pas progressé depuis.
Une nouvelle ligne à 750 kV de Rivné à Kiev a été inaugurée en décembre 2015 et permet aux centrales de Rivné et Khmelnitski de fonctionner à pleine puissance (4 840 MWe bruts) pour la première fois.
En juin 2019, un groupement « Ukrainian Module Consortium » est constitué par Energoatom, la compagnie américaine Holtec et le Centre scientifique et technique d'État pour la sûreté nucléaire (SSTC NRS), afin d'étudier un projet de construction de six petits réacteurs modulaires (SMR) de 160 MWe à la centrale nucléaire de Rivné ; leur mise en service en 2030 a pour objectif de complémenter les énergies renouvelables intermittentes. En février 2020, le SSTC NRS signe un accord préliminaire avec NuScale Power en vue d'adapter les procédures d'autorisation aux SMR et en septembre 2021, Energoatom signe un accord préliminaire avec NuScale Power pour étudier le déploiement de réacteurs NuScale en Ukraine.
Pendant l'invasion de l'Ukraine par la Russie en 2022, des missiles tombent à plusieurs reprises, en particulier les 4, 5 et 11 août 2022, près de la centrale nucléaire de Zaporijia, occupée par les troupes russes dès le début de l'invasion. Un missile atterrit près d'un bâtiment de stockage radioactif et un autre frappe une ligne à haute tension, provoquant l'arrêt automatique d'un réacteur. Le 18 août, le secrétaire général des Nations unies, António Guterres, et le président turc Recep Tayyip Erdoğan rencontrent à Lviv le président ukrainien Volodymyr Zelensky, qui estiment, à l'issue de la rencontre, que l'ONU devait « assurer la sécurité de ce site stratégique, sa démilitarisation et sa libération complète des troupes russes ».
Le 25 août, les deux réacteurs de la centrale encore en fonctionnement ont été déconnectés du réseau, après l'endommagement des lignes à hautes tension, provoquant ainsi la déconnexion totale de la centrale de Zaporijjia du réseau électrique ukrainien pour la première fois dans son histoire,.
Le 26 août, Energoatom annonce que la centrale est rebranchée au réseau électrique et que ses systèmes de sécurité fonctionnent normalement. L'ONU appelle à mettre en place une zone démilitarisée autour de la centrale pour la sécuriser et permettre l'envoi d'une mission d'inspection internationale.
Le 29 août, le directeur général de l'Agence internationale de l'énergie atomique annonce être en route, avec une équipe de l'AIEA, vers la centrale de Zaporijjia ; l'équipe comprend des experts de Pologne et de Lituanie, plutôt favorables à l'Ukraine, et des représentants de la Serbie et de la Chine, plus proches de la Russie. Sa mission est d'évaluer les dommages physiques de l'installation, déterminer la fonctionnalité des systèmes de sûreté et de sécurité, évaluer les conditions de travail du personnel et effectuer des activités de sauvegarde urgentes,,.
Le 19 septembre 2022, Energoatom annonce qu'un missile russe a visé le site industriel adjacent à la centrale de Pivdennonooukraïnsk, située à une centaine de kilomètres du front sud ; l'explosion a eu lieu à 300 mètres des réacteurs, qui n'ont pas été endommagés.

##### Centrales nucléaires en construction et en projet
Les réacteurs KHMELNITSKI-3 et KHMELNITSKI-4 (1 035 MW chacun) sont toujours en construction à la Centrale nucléaire de Khmelnitski. Leur construction a débuté respectivement en 1986 et 1987.
Le 1er septembre 2021, Energoatom signe un accord avec Westinghouse Electric Company pour l’installation de plusieurs réacteurs AP1000, réacteurs de troisième génération de 1 100 MW. Westinghouse fournit une partie de l’approvisionnement en combustible des réacteurs VVER du pays : 9 rechargements en combustible en 2021 et 7 en 2022. L'accord prévoit la participation de Westinghouse pour achever la construction de la tranche 4 de la centrale nucléaire de Khmelnytskyï en utilisant la technologie AP1000, ainsi que quatre autres tranches sur d’autres sites nucléaires en Ukraine. Le coût total du projet est estimé à environ 30 milliards de dollars US.
Le 2 septembre 2021, Energoatom signe également un protocole d’entente (MoU) afin d’étudier la possibilité de construire des petits réacteurs modulaires (SMR) de l’américain NuScale dans le but de remplacer des capacités fossiles qui représentent 37 % de la production électrique,.

##### Centrales nucléaires fermées

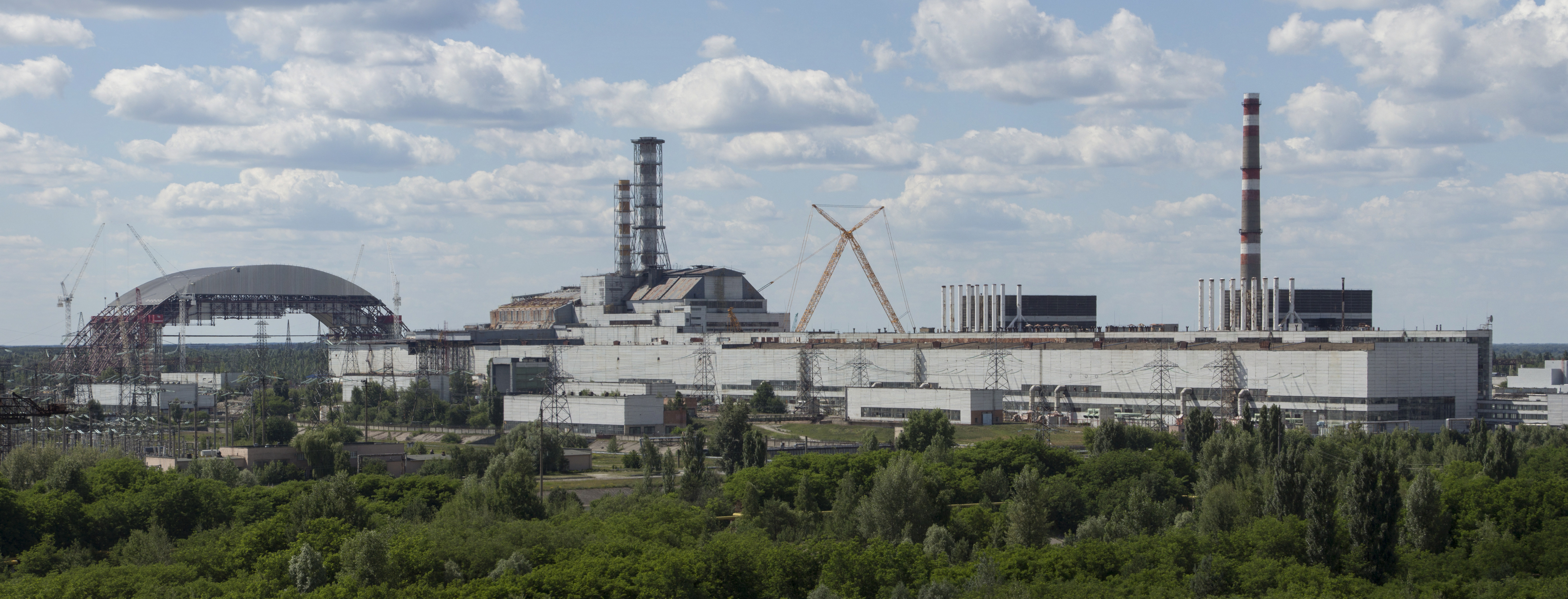
Panorama du site de la Centrale nucléaire de Tchernobyl avec l'arche de confinement en construction - juin 2013.

Les quatre réacteurs de la centrale nucléaire de Tchernobyl, de technologie RBMK, ont été arrêtés en 1986, consécutivement à la catastrophe nucléaire de Tchernobyl survenue le 26 avril 1986, mais les 3 réacteurs non accidentés furent redémarrés à la fin de l'année 1986. Le réacteur no 3, le dernier à être resté en service, fut arrêté définitivement le 15 décembre 2000.

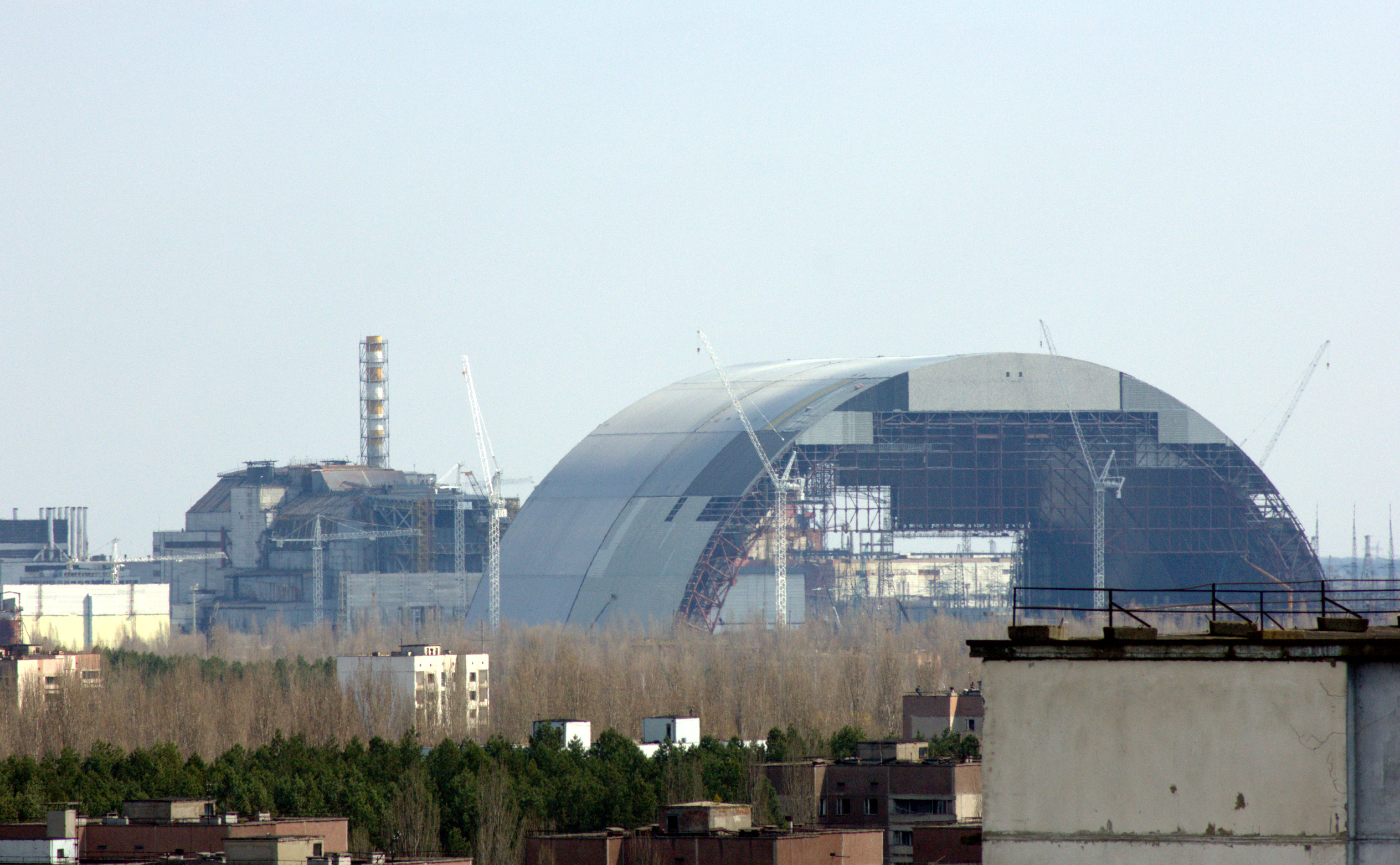
Arche de Tchernobyl en avril-2015.

L'arche de confinement de Tchernobyl est un projet de construction consistant à recouvrir le réacteur no 4 de la centrale nucléaire de Tchernobyl et son sarcophage endommagé, d'une structure de confinement métallique en forme d'arche, d'une hauteur de 108 mètres, large de 162 m et longue de 257 m. Sa conception a été attribuée à un consortium composé des entreprises françaises de travaux publics Vinci et Bouygues. La construction de la structure de l'arche a été achevée en juillet 2015. Après une phase d'équipement interne, l'opération finale de translation de l'arche au-dessus du précédent sarcophage, est prévue au quatrième trimestre 2016.

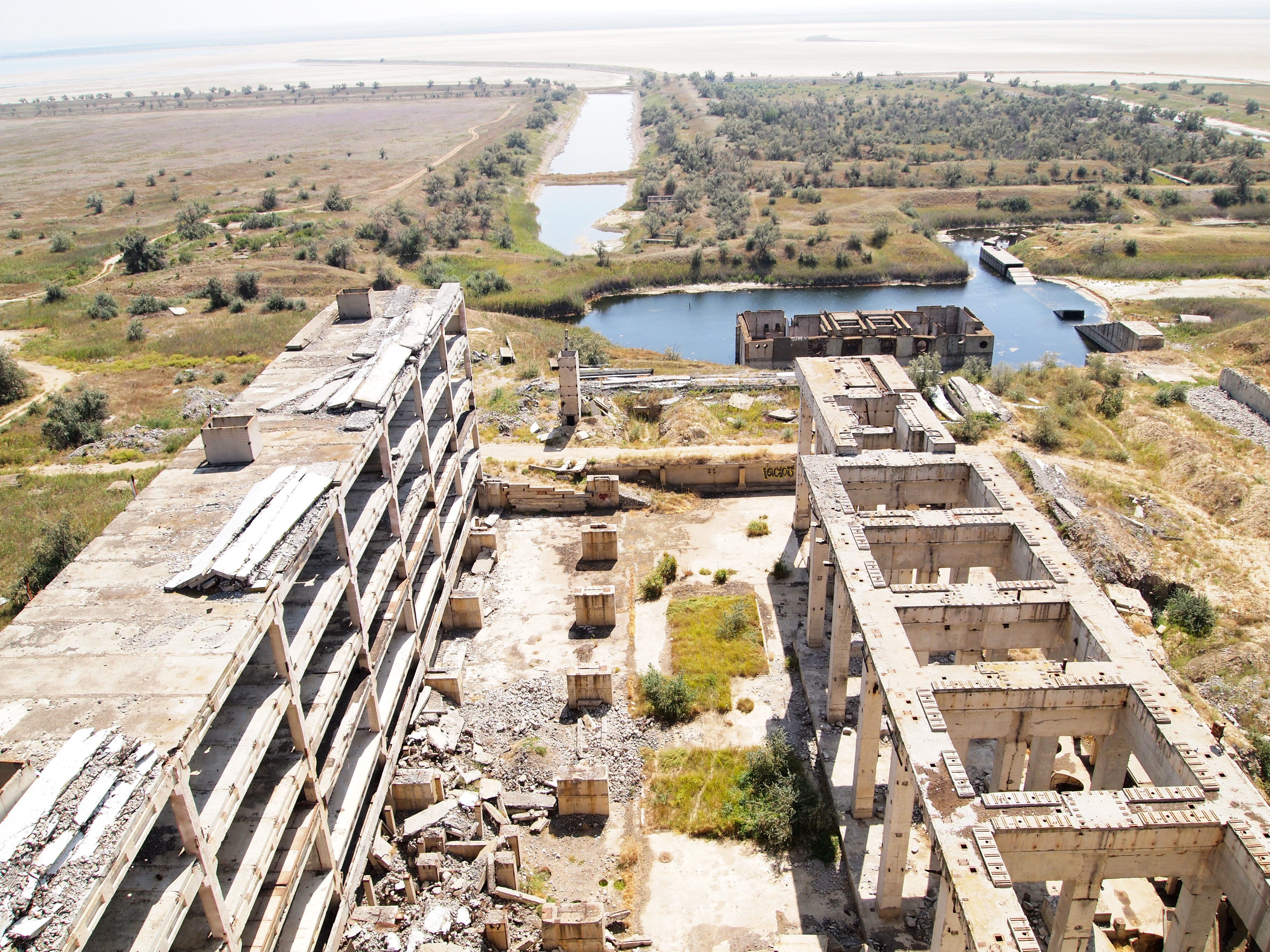
La centrale nucléaire de Crimée abandonnée en 1986, photo de 2013.

La construction de la centrale nucléaire de Crimée, débutée en 1972, a été abandonnée en 1986 après la Catastrophe nucléaire de Tchernobyl.

#### Centrales thermiques classiques
Les centrales thermiques à combustible fossile produisaient 32,3 % de l'électricité ukrainienne en 2021, à partir de charbon pour 23,1 % et de gaz naturel pour 9,1 %.

Centrales thermiques classiques de l'Ukraine
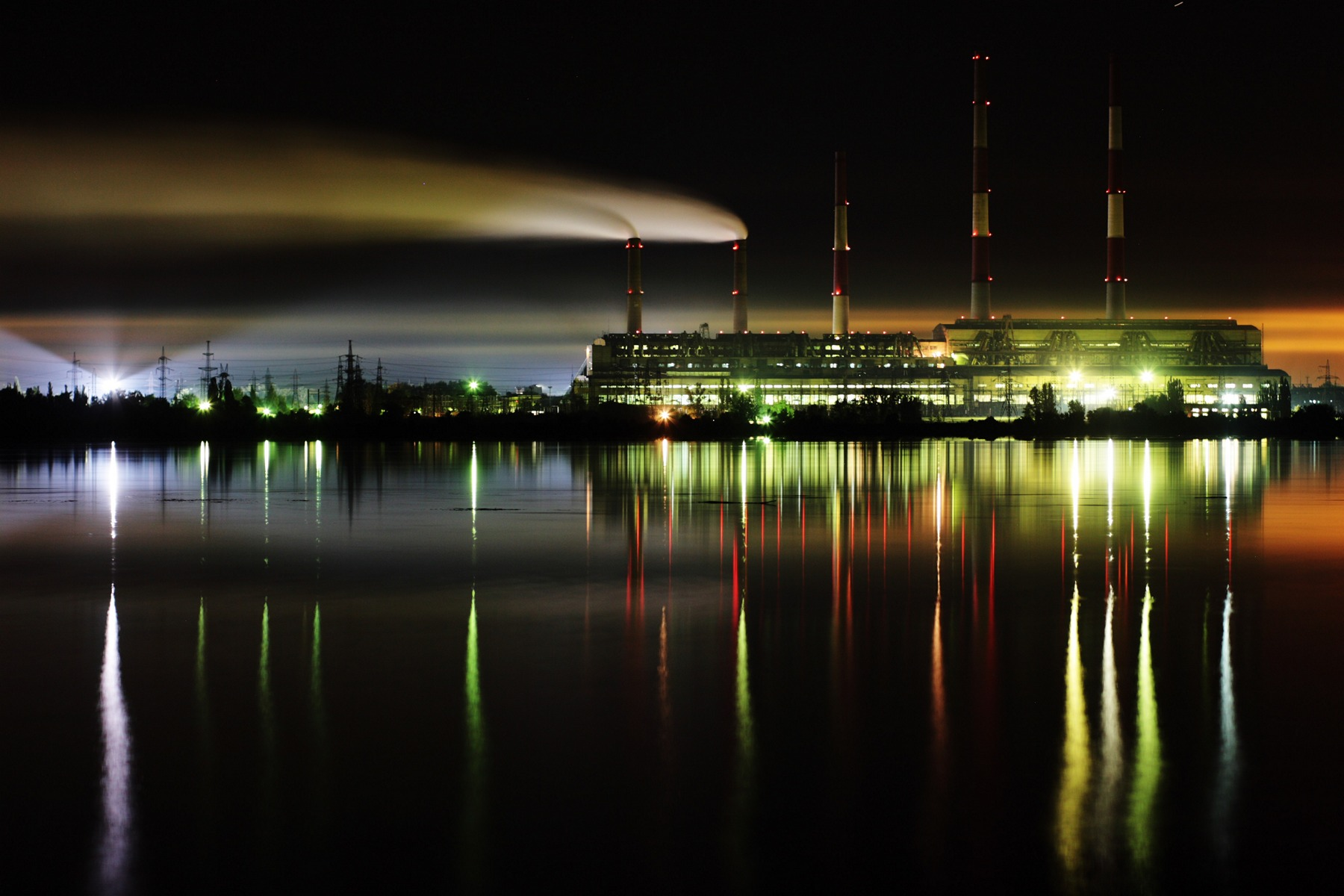
Centrale thermique de Zmievska.
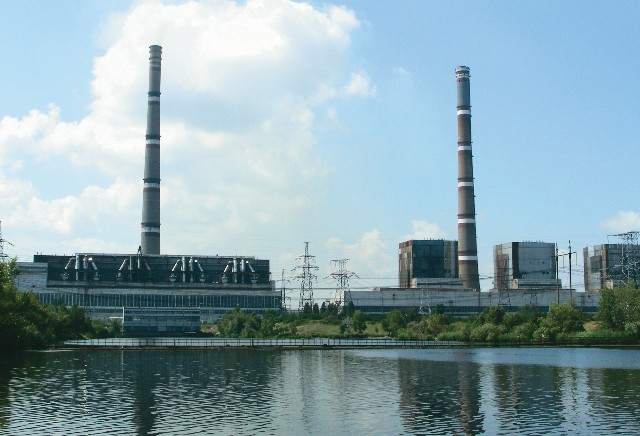
Centrale thermique de Zaporizhzhia, 2014 (à droite : la centrale nucléaire).
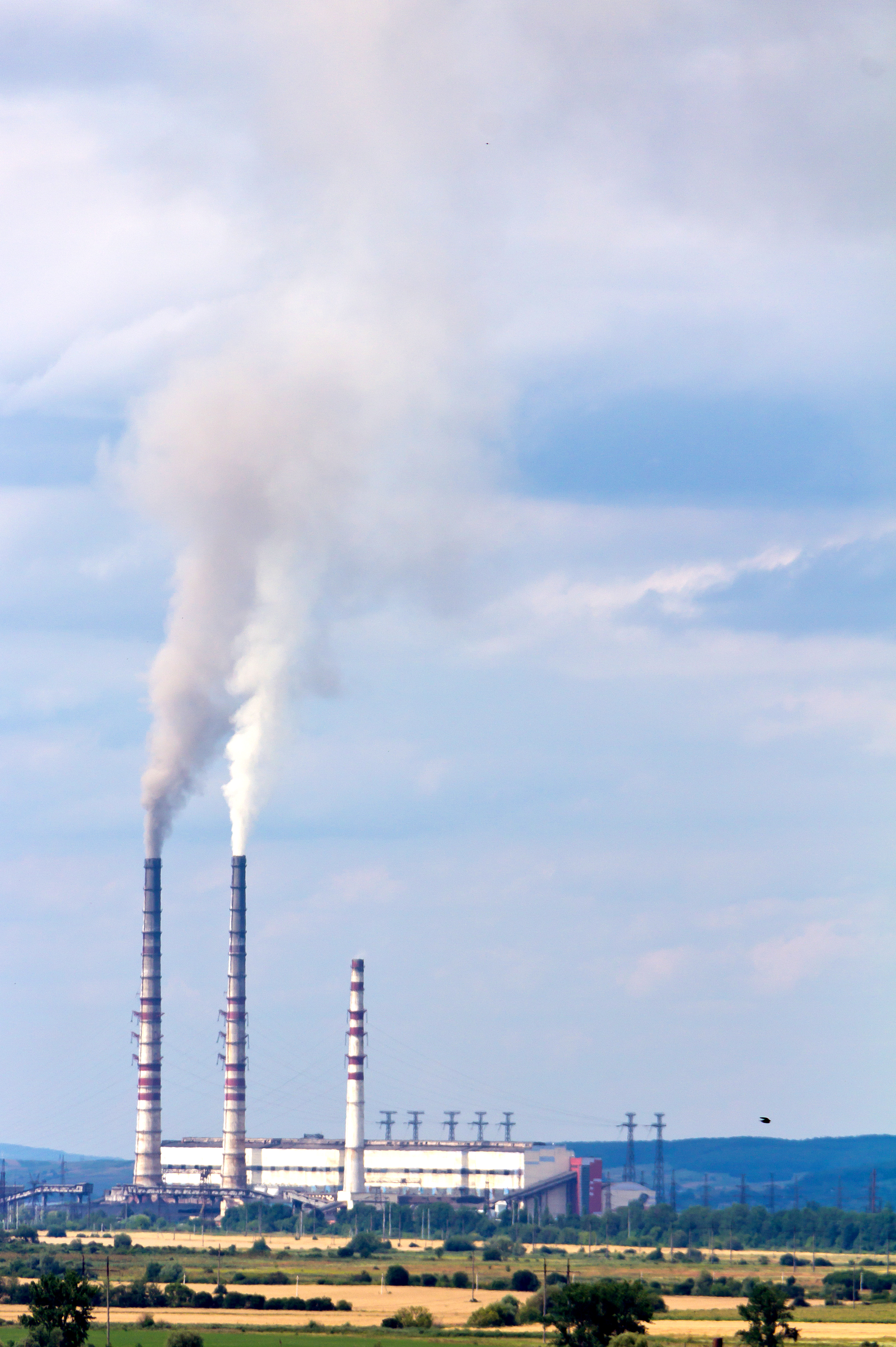
Centrale thermique charbon de Bourchtyn, 2012.
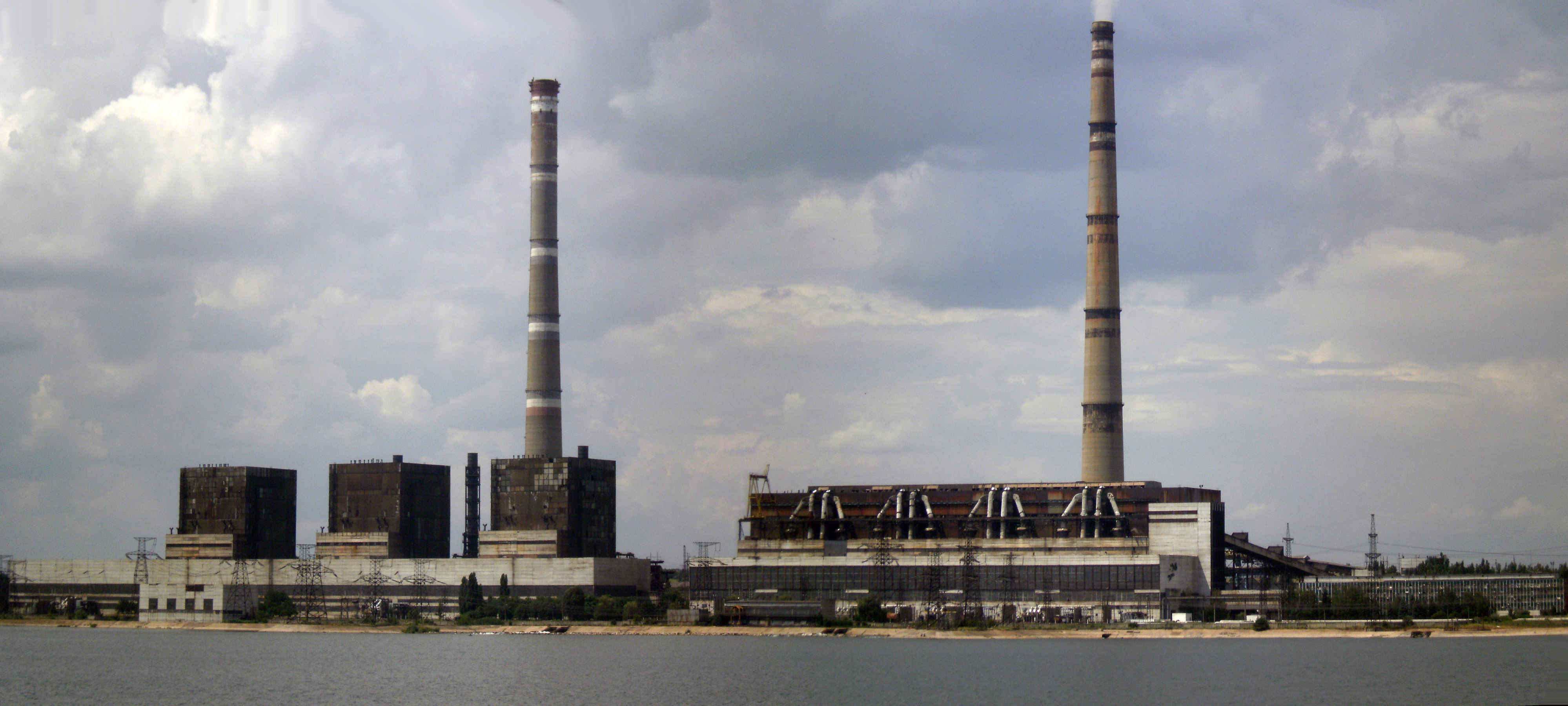
Centrale thermique de Vouhlehirska, 2010.
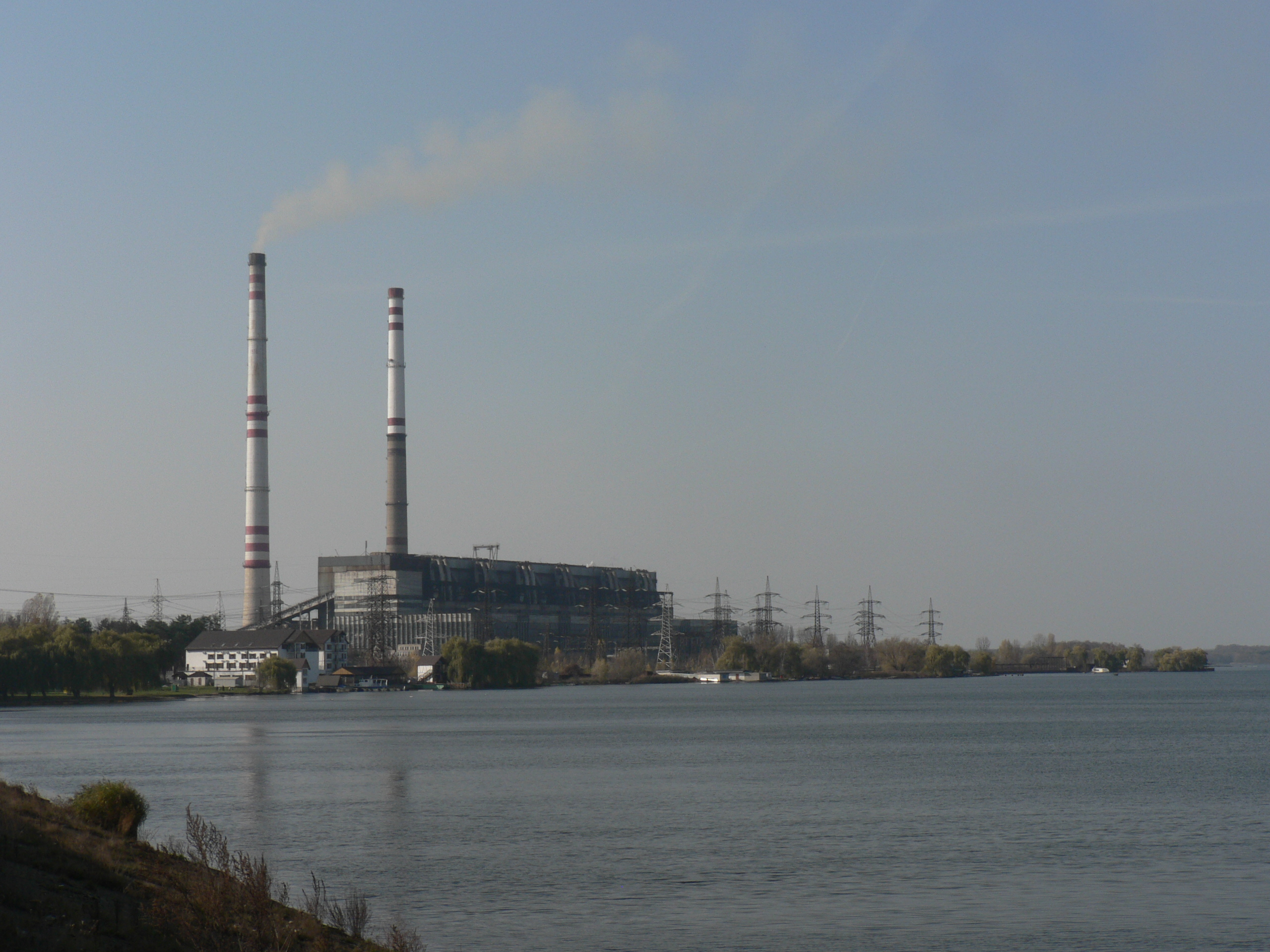
centrale thermique de Ladyjyn, 2013.

| Centrale                      | Combustible       | Puissance (MW) | Mise en service | Localité       | Région              | Opérateur          | Notes  |
| Vuhlehirska                   | charbon/gaz/fioul | 3 600          | 1972-77         | Svitlodarsk    | Donetsk             | Centrenergo        | ,      |
| Zaporijia                     | charbon/gaz/fioul | 3 600          | 1971-77         | Enerhodar      | Zaporijia           | DTEK Dniproenergo  | [ 43 ] |
| Kryvorizka                    | charbon/gaz/fioul | 3 000          | 1965-1973       | Zelenodolsk    | Dnipropetrovsk      | DTEK Dniproenergo  | [ 44 ] |
| Bourchtyn                     | charbon/gaz/fioul | 2 300          | 1965-69         | Bourchtyn      | Ivano-Frankivsk     | DTEK Zakhidenergo  | [ 44 ] |
| Zmiivska                      | charbon/gaz/fioul | 2 200          | 1995            |                | Kharkiv             | Centrenergo        | ,      |
| Starobesheve                  | charbon           | 2 100          | 1954-58         | Starobeshivska | Donetsk             | Donbassenergo      |        |
| Trypilska                     | charbon/gaz/fioul | 1 800          |                 | Trypillia      | Kiev                | Centrenergo        | ,      |
| Ladyjyn                       | charbon           | 1 800          | 1970            | Ladyjyn        | Oblast de Vinnytsia |                    |        |
| Kurakhovakaya                 | charbon           | 1 482          | 1972-75         | Kourakhove     | Donetsk             | DTEK Vostokenergo  | [ 44 ] |
| Luganskaya                    | charbon/gaz/fioul | 1 425          | 1957-65         | Chtchastia     | Louhansk            | DTEK Vostokenergo  | [ 44 ] |
| Centrale thermique Kyiv TEC 5 | gaz               | 700            | 1971            | Kiev           | Oblast de Kiev      | Kyivteploenergo    |        |
| Dobrotvir                     | charbon/gaz/fioul | 600            | 1955            | Dobrotvir      | Lviv                | DTEK Vostokenergo  | [ 47 ] |
| Kharkiv TEC-5                 | gaz, fioul        | 540            | 1980            | Kharkiv        | Oblast de Kharkiv   | JSC Kharkiv CHPP-5 |        |
| Centrale thermique Kyiv TEC 6 | gaz               | 500            | 1981            | Kiev           | Oblast de Kiev      | Kyivteploenergo    |        |

La centrale de Bourchtyn (2 300 MWe a été déconnectée du réseau national en 2002 pour former l'« îlot énergétique de Bourchtyn », synchronisé avec le réseau de l'Union européenne (ENTSO-E) et connecté en 400 kV à la Hongrie, la Slovaquie et la Roumanie ; une ligne à courant continu haute tension est proposée, ainsi que le remplacement d'un tiers de la capacité existante de la centrale par une nouvelle unité supercritique. Cependant, Bourchtyn dépend en partie du charbon des mines du Donbass contrôlées depuis 2014 par les rebelles pro-Russes. En 2017, la puissance effective de la centrale était de 550 MWe.

#### Énergies renouvelables

##### Hydroélectricité
Les centrales hydroélectriques ukrainiennes ont produit 10 332 GWh en 2021, soit 6,5 % de la production d'électricité du pays.
L'entreprise d'état Ukrhydroenerho gère les cascades de centrales hydroélectriques sur les fleuves Dniepr et Dniestr.

Centrales hydroélectriques de l'Ukraine
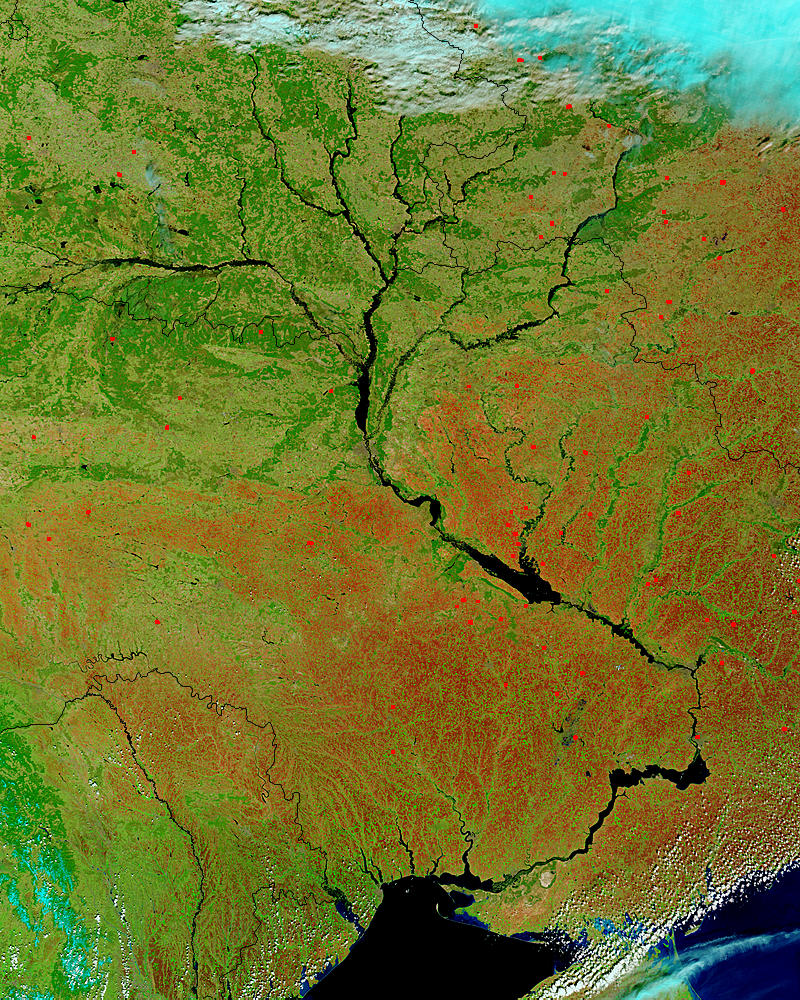
photo satellite : réservoirs sur le Dniepr.
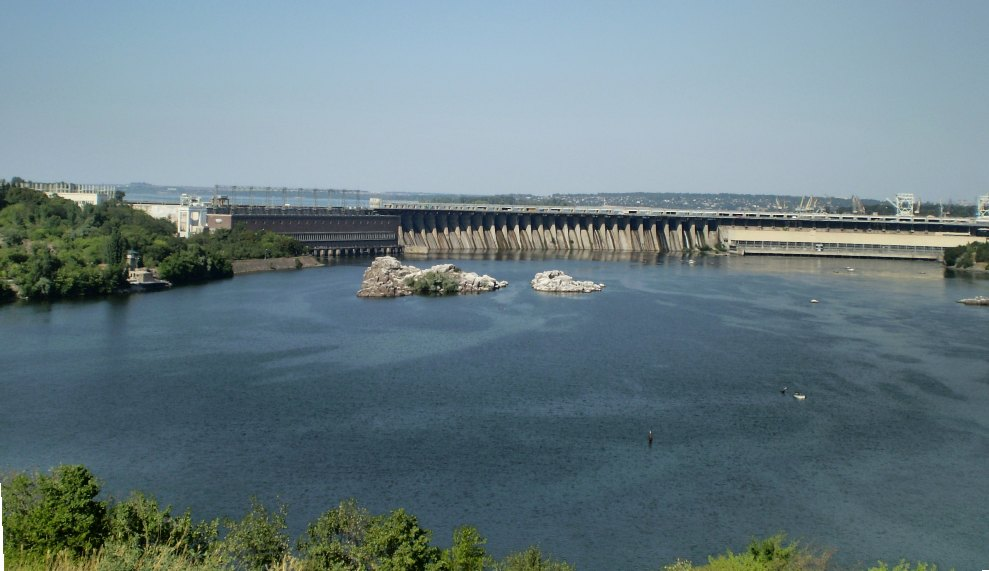
Centrale DniproHES en 2007.
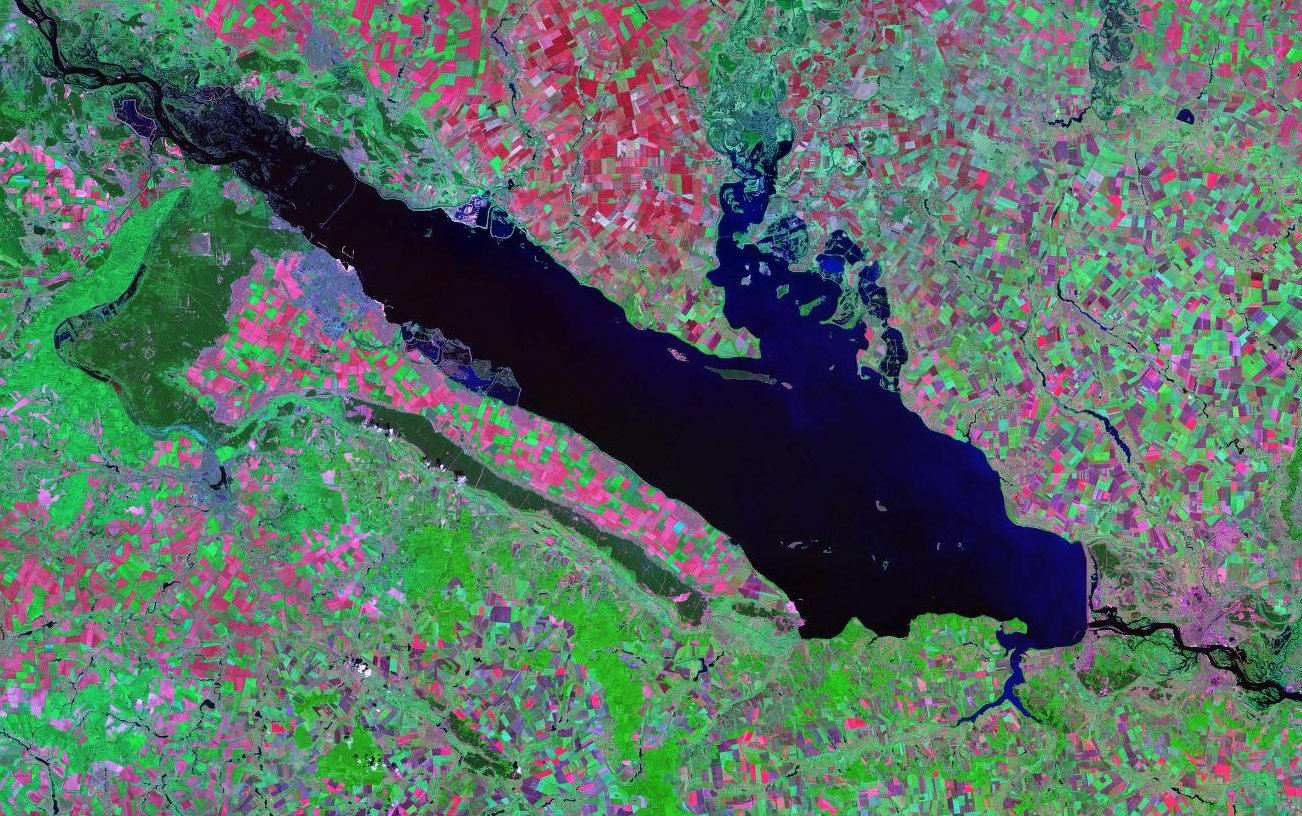
Réservoir de Krementchouk, photo du satellite Landsat, vers 2000.
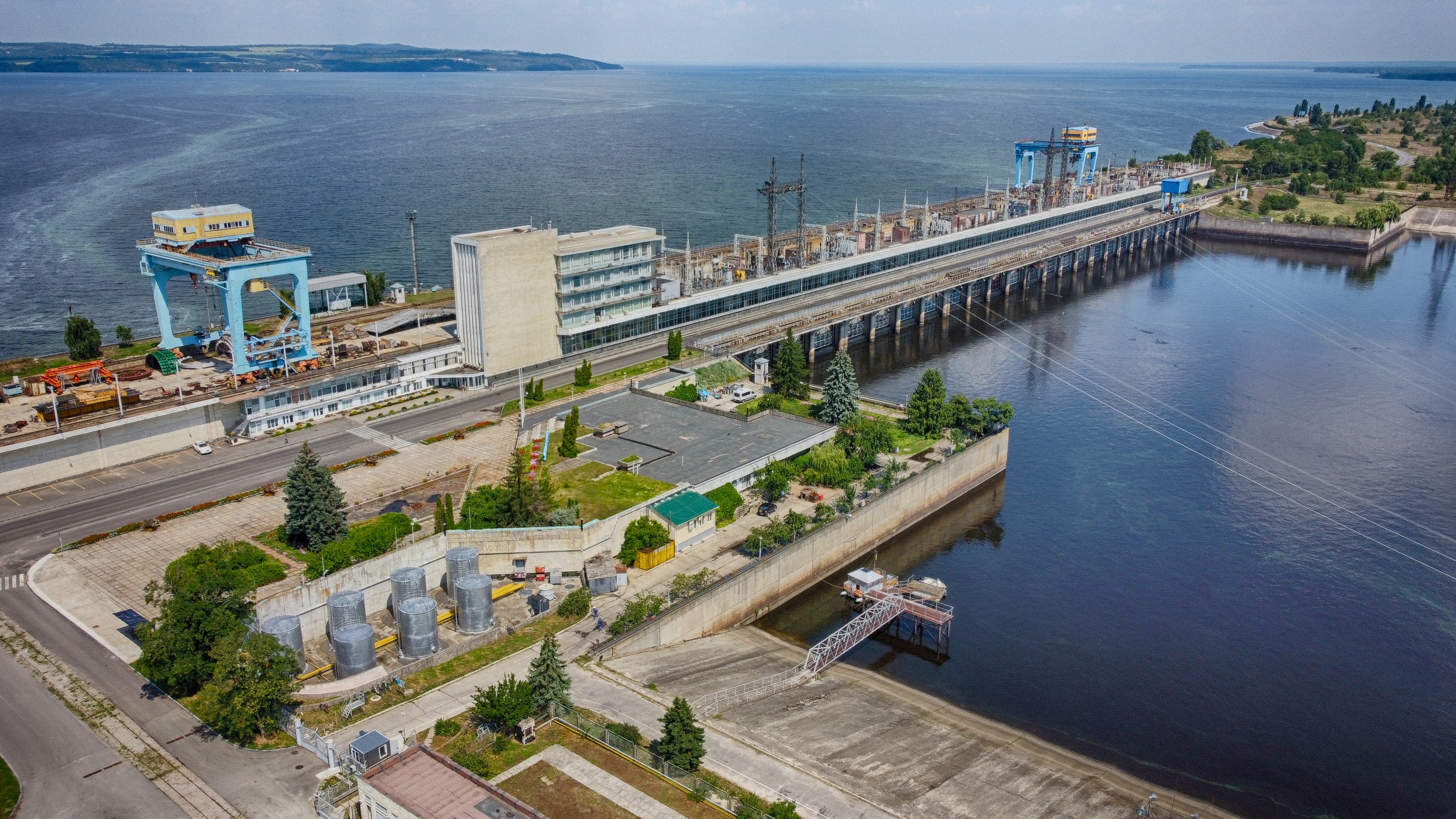
Centrale de Kaniv, 2012.
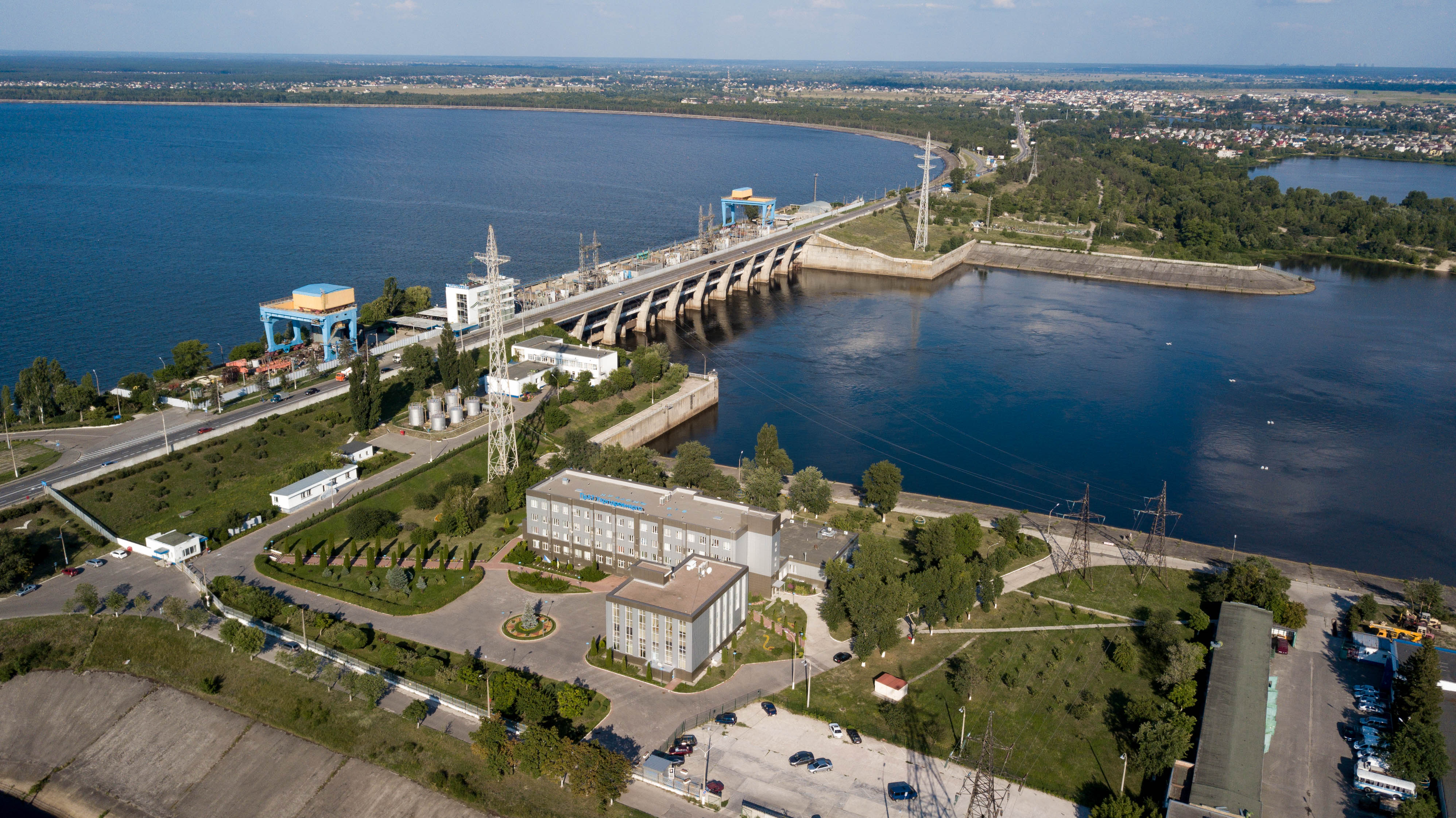
Centrale de Kiev, 2013.
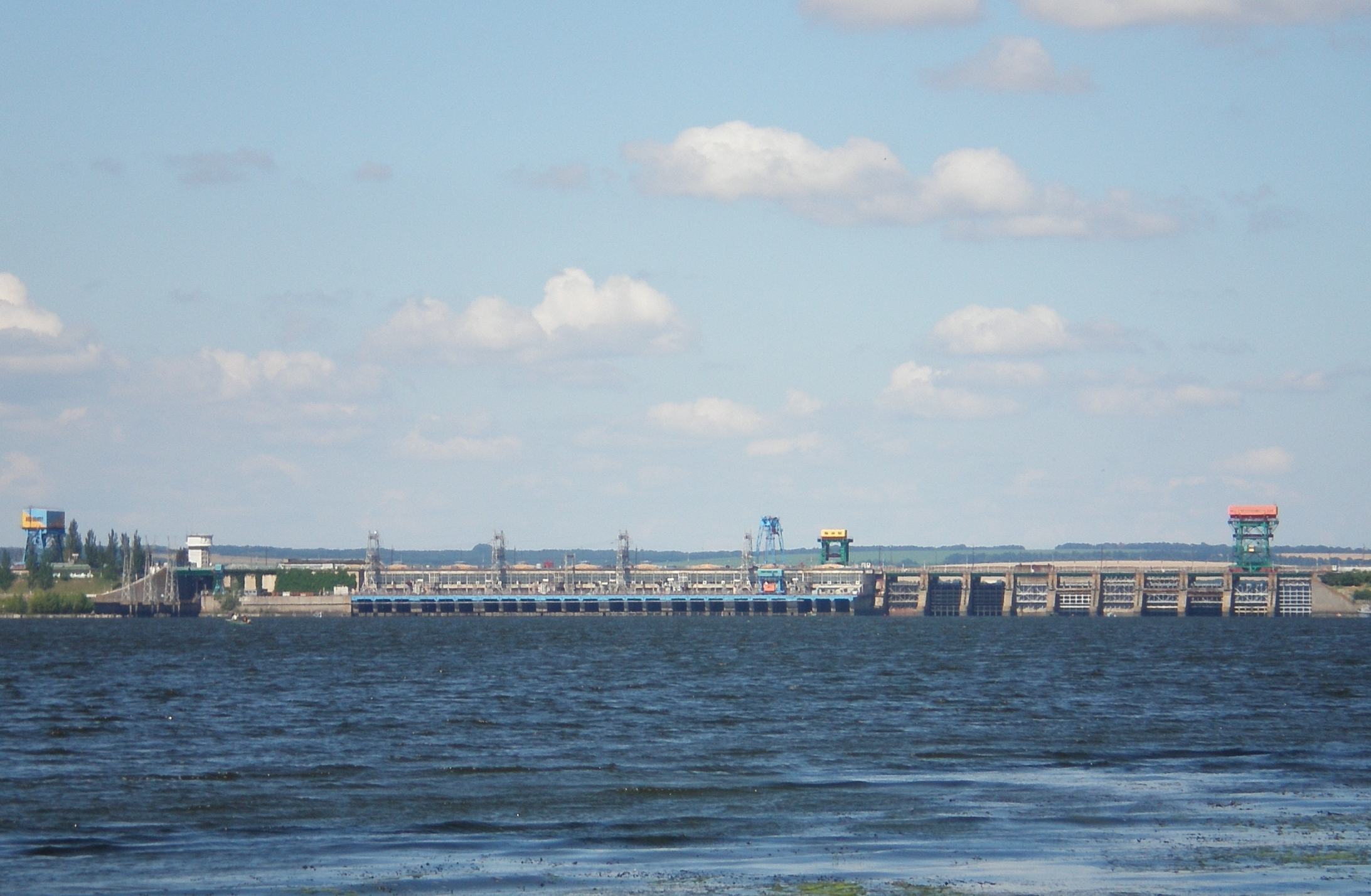
Centrale hydroélectrique de Kamianske, 2008.
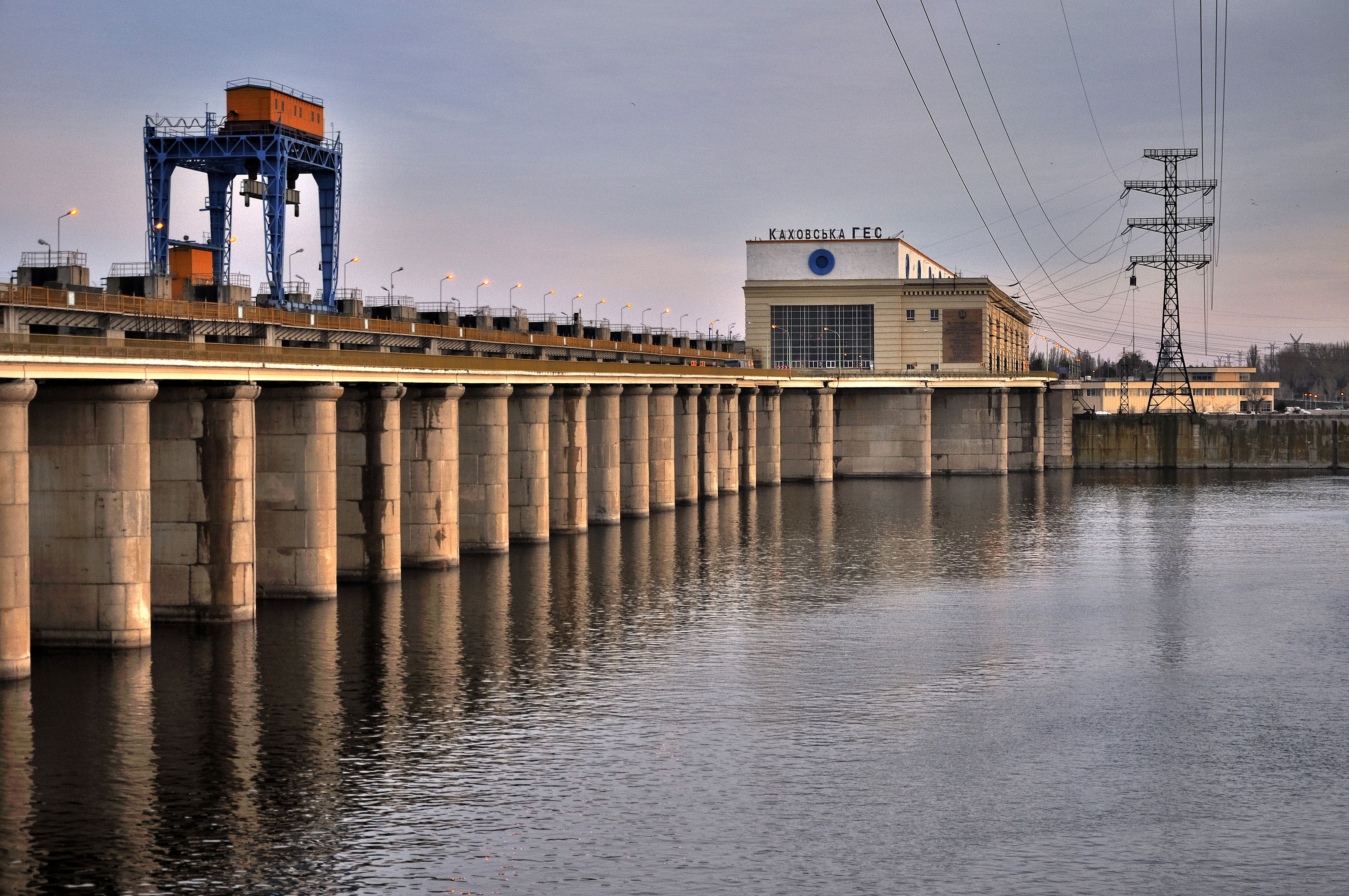
Centrale hydroélectrique de Kakhovka, 2013.

| Centrale                                  | Cours d'eau     | Puissance (MW) | Mise en service      | Localité        | Région         | Notes  |
| Centrales conventionnelles:               |                 |                |                      |                 |                |        |
| DniproHES                                 | Dniepr          | 1 569          | 1932-39 puis 1947-80 | Zaporijjia      | Zaporijia      | ,      |
| Dniester HES-1                            | Dniestr         | 702            | 1981-83              | Novodnistrovsk  | Tchernivtsi    | ,      |
| Krementchouk                              | Dniepr          | 625            | 1959-61              | Krementchouk    | Poltava        | ,      |
| Kaniv                                     | Dniepr          | 444            | 1972-75              | Kaniv           | Tcherkassy     | [ 48 ] |
| Kiev                                      | Dniepr          | 389            | 1964-68              | Vychhorod       | Kiev           | [ 48 ] |
| Dniepr centarle                           | Dniepr          | 352            | 1963-64              | Kamianske       | Dnipropetrovsk | [ 48 ] |
| Kakhovka                                  | Dniepr          | 351            | 1955-56              | Kakhovka        | Kherson        | [ 48 ] |
| Centrales de pompage-turbinage:           |                 |                |                      |                 |                |        |
| Dniester PSPS                             | Dniestr         | 648/2 268      | 2009-2017            | Sokyriany       | Tchernivtsi    | ,      |
| Centrale de pompage-turbinage de Tachlyts | Boug méridional | 302/906        | 2006-07              | Youjnooukraïnsk | Mykolaïv       | [ 54 ] |
| Kiev PSPS                                 | Dniepr          | 100/135        | 1970-72              | Vychhorod       | Kiev           | [ 54 ] |

##### Éolien
Les parcs éoliens ukrainiens ont produit 2 832 GWh en 2021, soit 1,8 % de la production d'électricité du pays.
La base de données The Wind Power recense 1 761 MW installés fin 2021, dont 447 MW installés au cours de l'année 2021.
DTEK Renewables, filiale du groupe DTEK, a construit  en 2011 le parc éolien de Botiieve dans le district de Priazovskiy de la région de Zaporijjia ; après la mise en service de la seconde phase du projet en 2014, la puissance installée du parc atteint 200 MW, ce qui en fait le plus grand parc éolien en Ukraine. DTEK projette d'étendre ce parc pour créer le complexe éolien de Priazovskiy en lui ajoutant les parcs éoliens de Berdiansk (150 MW) et le parc éolien de Primorsk (200 MW).
Le parc éolien de Myrnenska, dans l'oblast de Donetsk, a une puissance de 164 MW. Celui de Sivashskaya, dans l'oblast de Kherson, comprend 16 turbines Kenetech USW56 de 100 kW, 2 turbines Turbowinds T600-48 de 600 kW et 63 turbines Nordex N131/3900 de 3 900 kW, soit au total 248,5 MW. Celui d'Ovidiopol, dans l'oblast d'Odessa, comprend 40 turbines de 3 MW, soit au total 120 MW.

##### Solaire

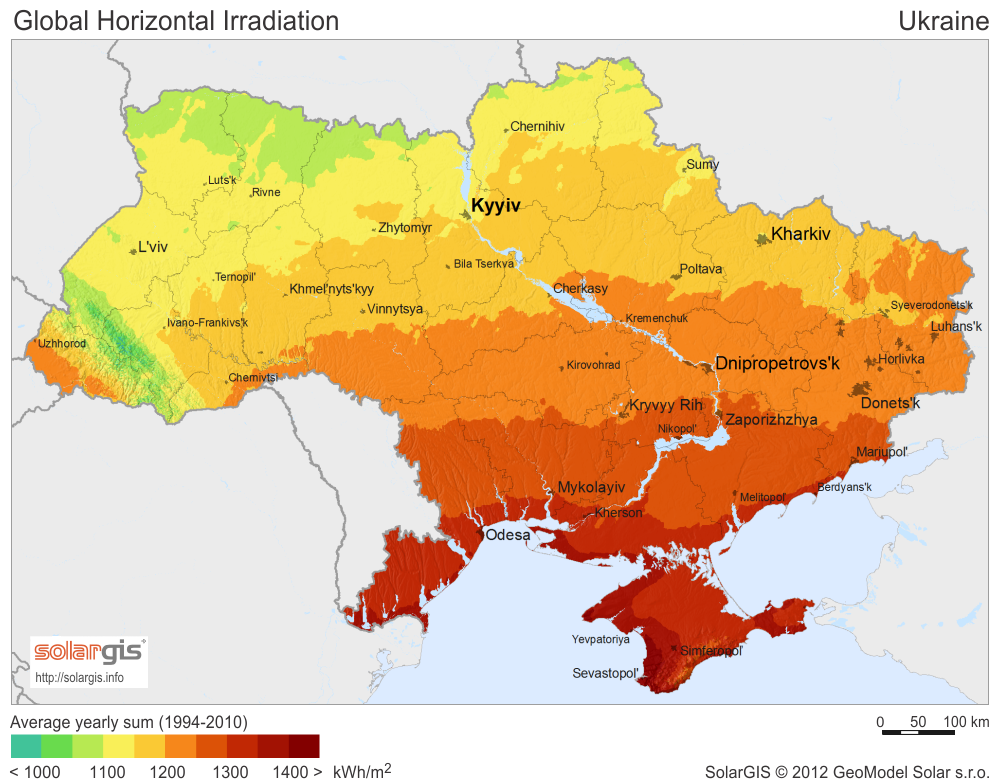
Carte de l'irradiation solaire globale horizontale en Ukraine ; SolarGIS © 2013 GeoModel Solar s.r.o.

La carte ci-contre montre que les zones méridionales de l'Ukraine disposent d'une irradiation annuelle intéressante, supérieure à 1 400 kWh/m2 ; en comparaison , en France la moyenne est de 1 274 kWh/m2 et atteint 1 645 kWh/m2 en Provence-Alpes-Côte d'Azur.
Les installations solaires ukrainiennes ont produit 6 564 GWh en 2021, soit 4,2 % de la production d'électricité du pays.
| Année | Σ Installée (MWc) | Δ Installée (MWc) | Production (GWh) | Réf.   |
| 2010  | 3                 | 3                 |                  |        |
| 2011  | 196               | 193               | 30               | [ 61 ] |
| 2012  | 326               | 130               | 333              | [ 62 ] |
| 2013  | 616               | 290               | 570              | [ 62 ] |
| 2014  |                   |                   | 429              |        |
| 2015  |                   |                   | 477              |        |
| 2016  |                   |                   | 491              |        |
| 2017  |                   |                   | 739              |        |
| 2018  |                   |                   | 1099             |        |
| 2019  | 4 800             | 3 500             | 2 933            | [ 63 ] |
| 2020  |                   |                   | 5 969            |        |
| 2021  |                   |                   | 6 564            |        |

L'Ukraine a été en 2019 le 9e marché mondial du solaire photovoltaïque avec 3,5 GWc installés dans l'année, presque autant qu'en Allemagne : 3,9 GWc ; la puissance installée photovoltaïque du pays atteint 4,8 GWc fin 2019.
L'Ukraine a établi un feed-in tariff (tarif d'achat garanti) parmi les plus élevés du monde, jusqu'à 2030 ; le prix fixé pour les grands projets solaires était de 0,46 €/kWh fin 2009.

Centrales solaires de l'Ukraine
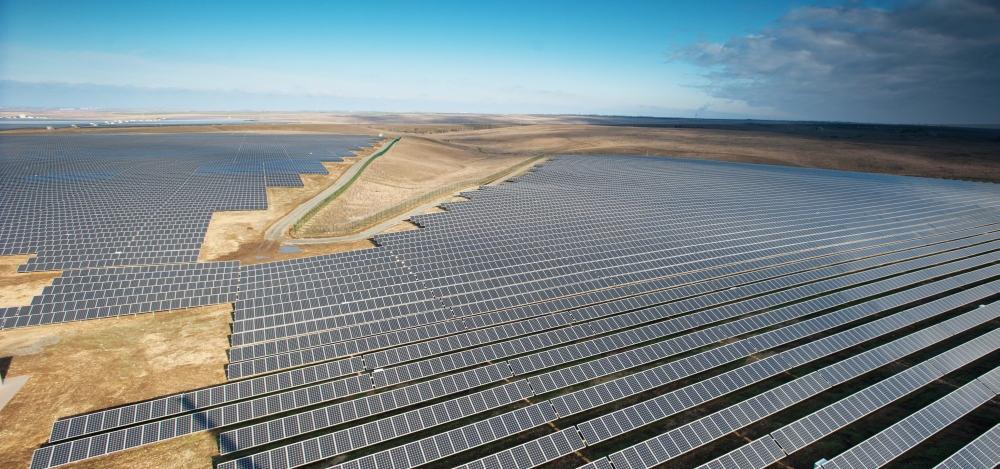
Centrale photovoltaïque de Perovo en 2012.
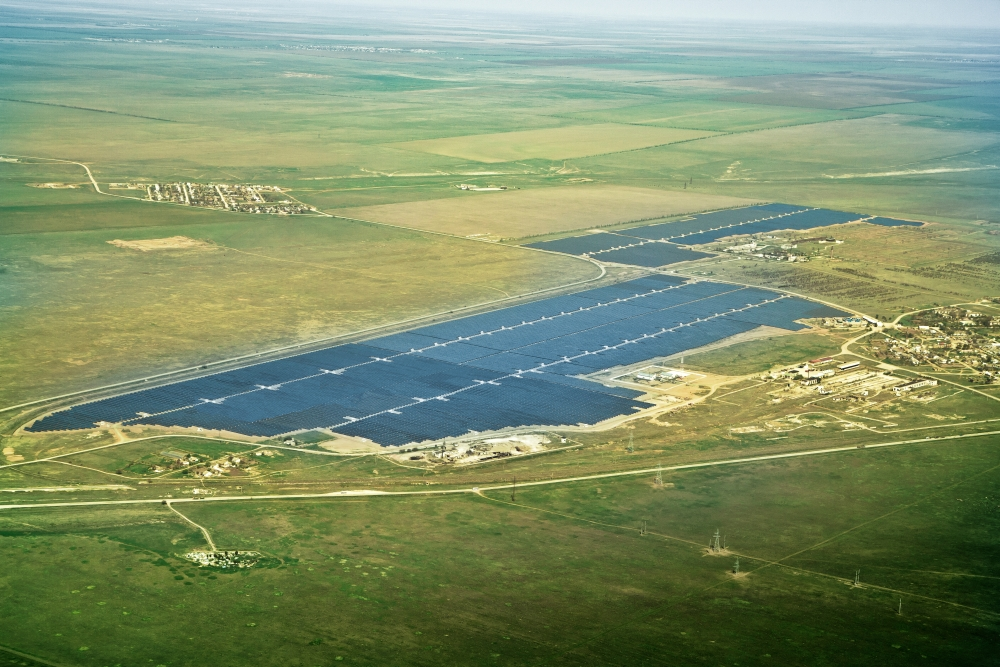
Centrale solaire d'Okhotnykovo, 2012.
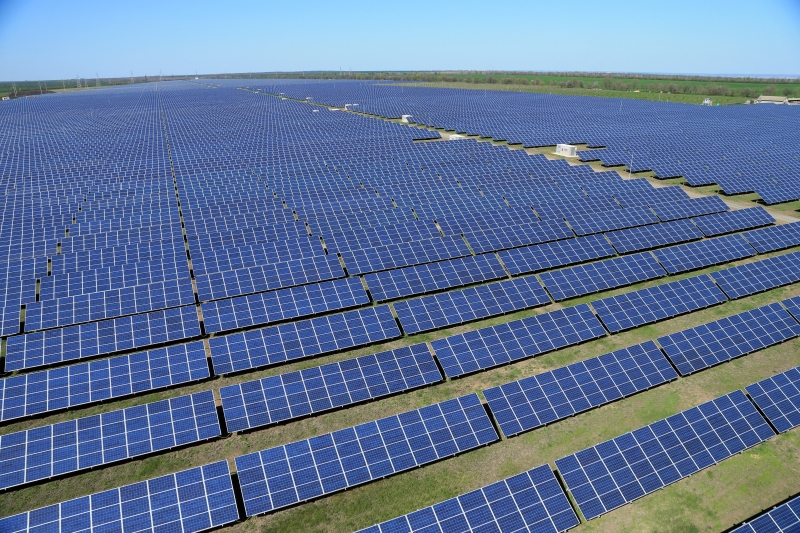
Centrale solaire de Starokozache, 2013.
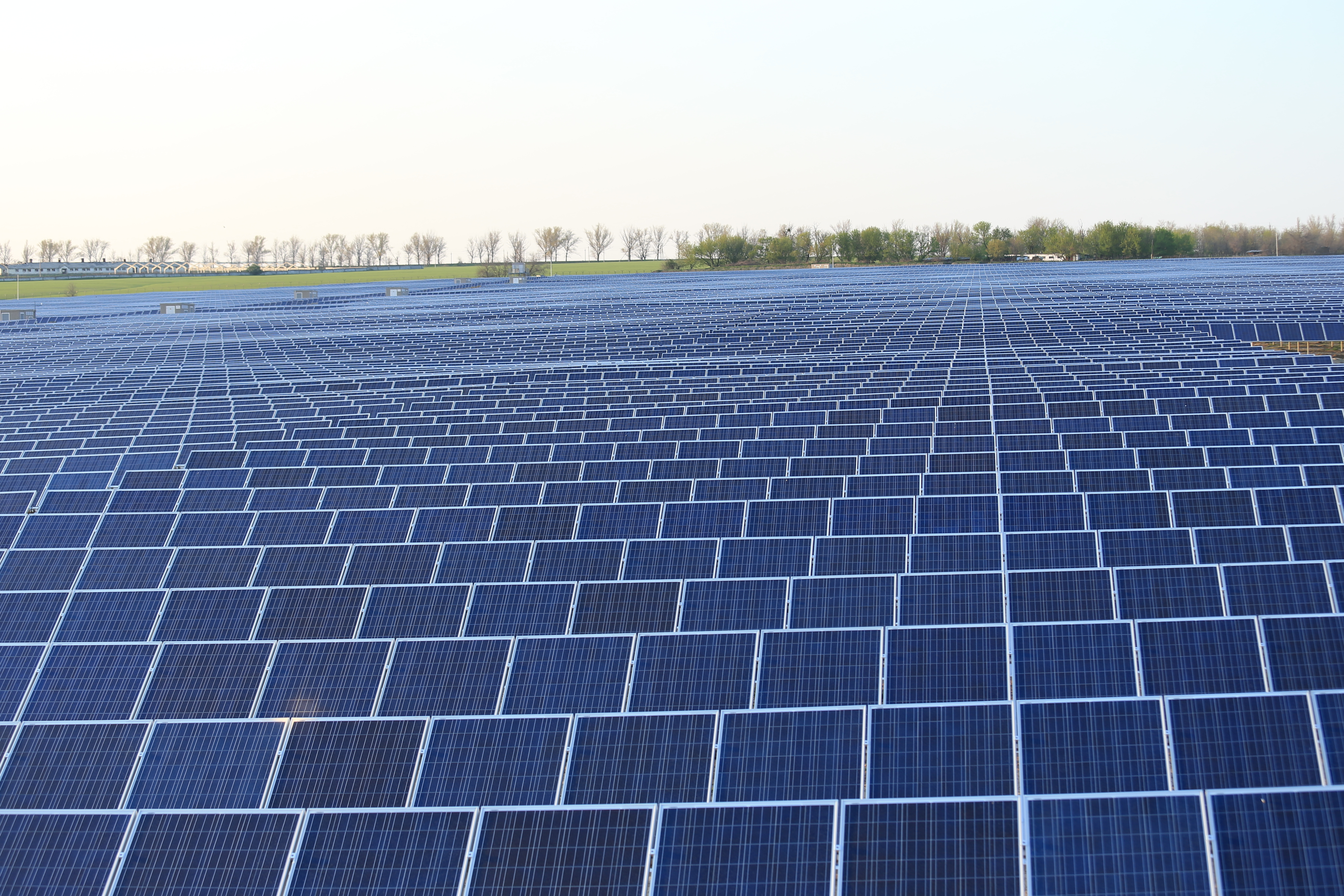
Centrale solaire de Limanskaya, 2013.
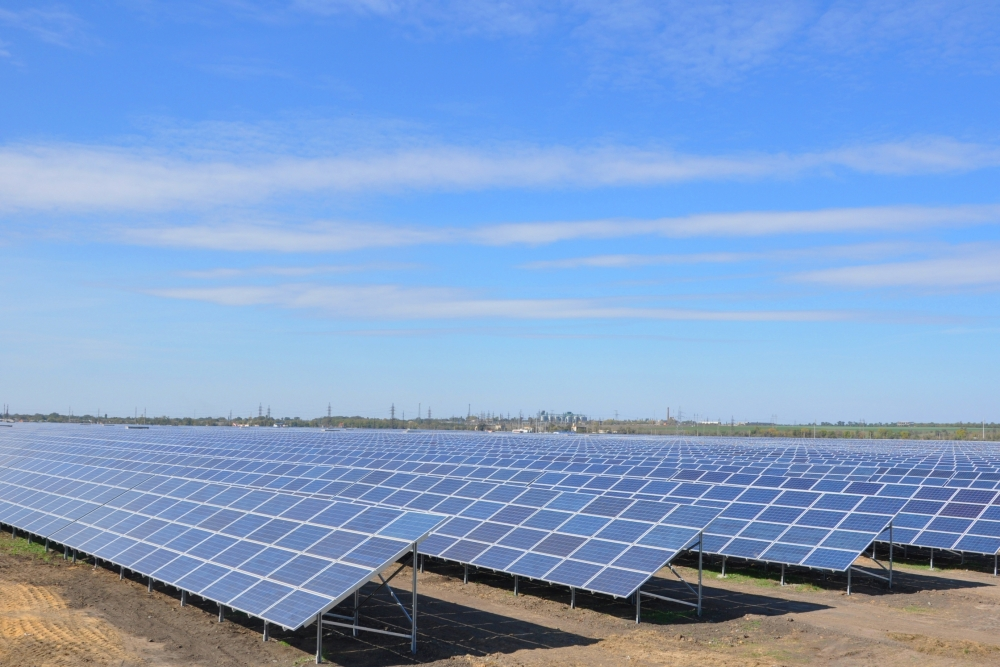
Centrale solaire de Dunayskaya, 2012.

La plupart des centrales solaires ukrainiennes sont situées dans deux régions méridionales :
- en Crimée :
  - la centrale photovoltaïque de Perovo, construite en 2011 par la société autrichienne Activ Solar, près du village de Perovo, avec des prêts des banques russes VTB Bank OJSC et Sberbank. Lors de sa mise en service, c'était l'une des centrales solaires photovoltaïques les plus puissantes du monde, avec plus de 100 MW produits par 440 000 panneaux solaires installés sur 200 hectares[64] ;
  - la centrale photovoltaïque d'Okhotnykovo (82,65 MW), construite en 2011 par Activ Solar[65],[66] ;
  - celle de Nikolayevka (82,65 MW), construite près de Simféropol en 2013 par Activ Solar.
- dans la région d'Odessa :
  - Pryozerna (54,8 MW), construite à Kilia en 2013[67] ;
  - Lymanska (43,4 MW), construite à Reni en 2013[68] ;
  - Dunayska (43,14 MW), construite à Bilhorod-Dnistrovskyï en 2012[68] ;
  - Starokozatche (42,95 MW), construite également à Bilhorod-Dnistrovskyï en 2012[68].

### Transport et distribution d'électricité

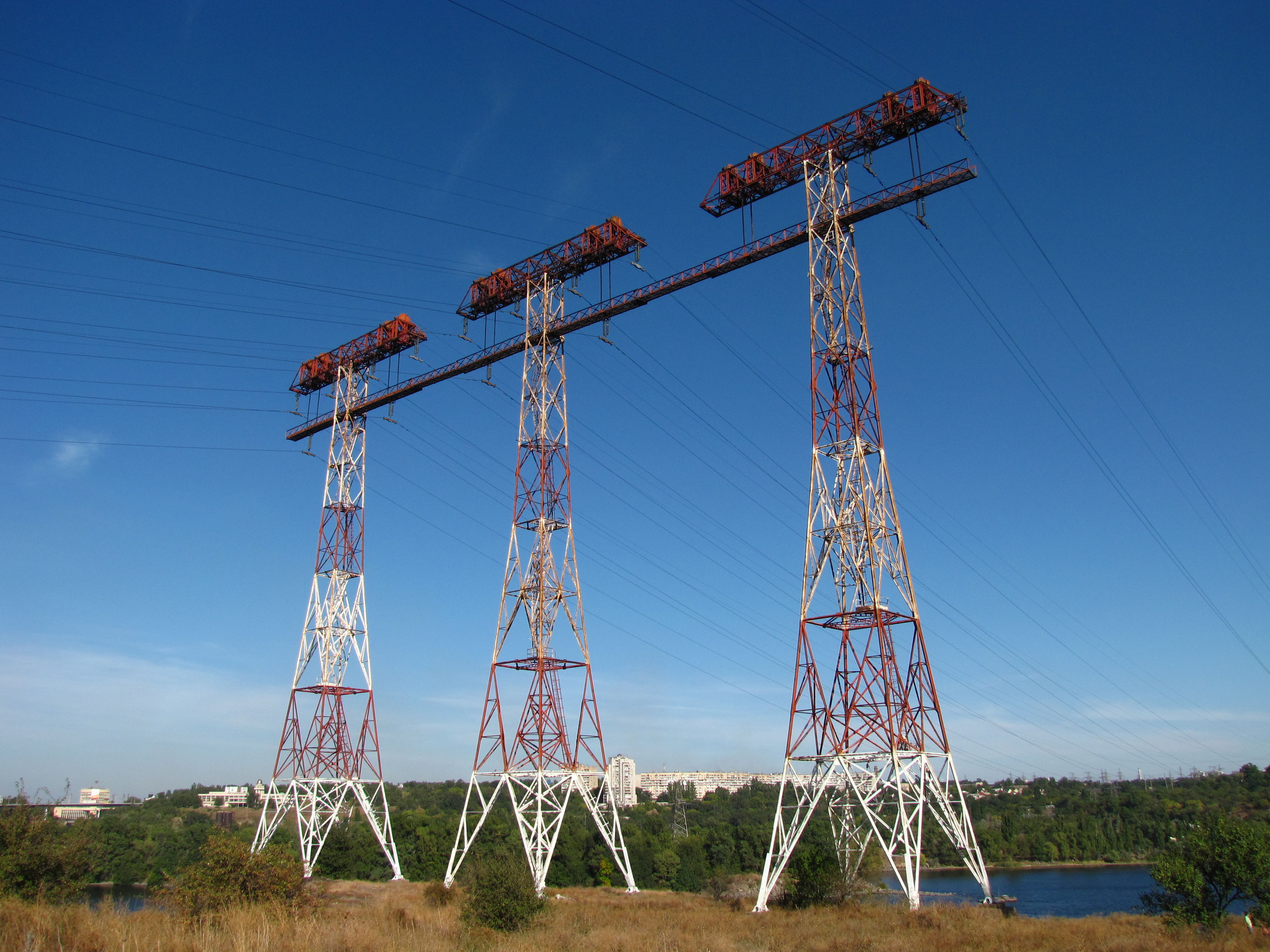
Triple pylône à Zaporizhia
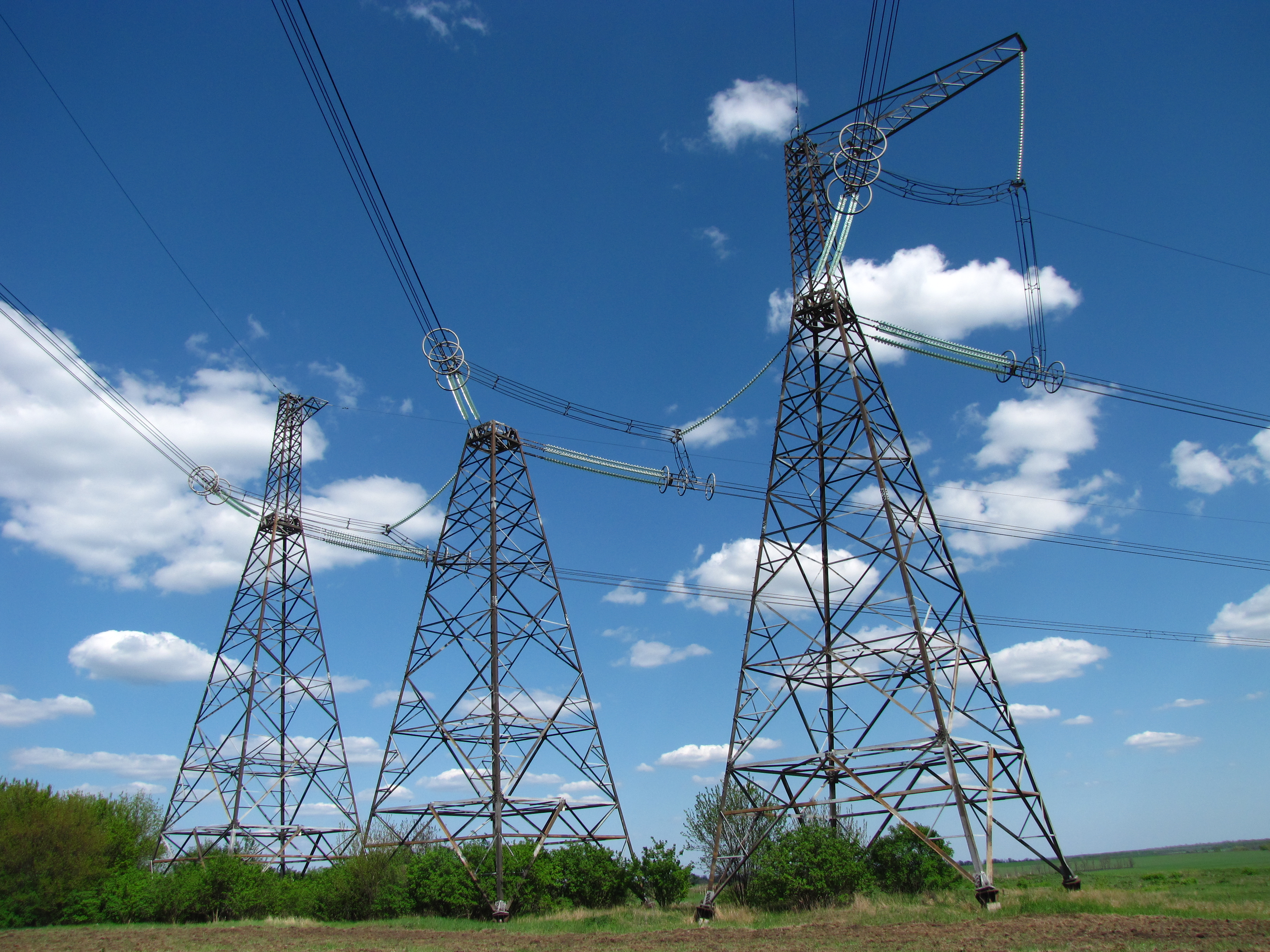
Ligne à très haute tension (750 kV), Oblast de Zaporijjia
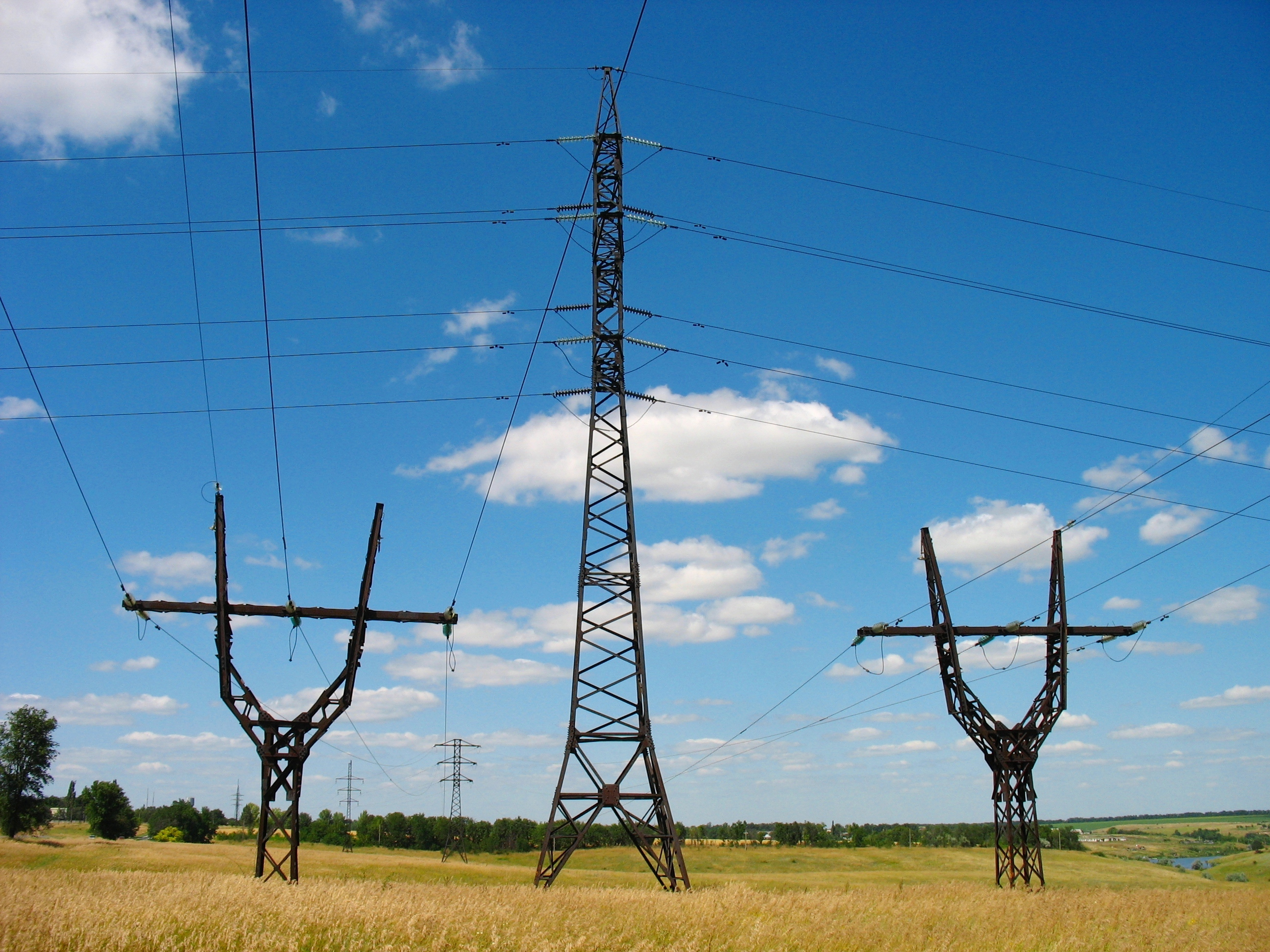
Ligne à très haute tension (35 & 150 kV), Oblast de Dnipropetrovsk
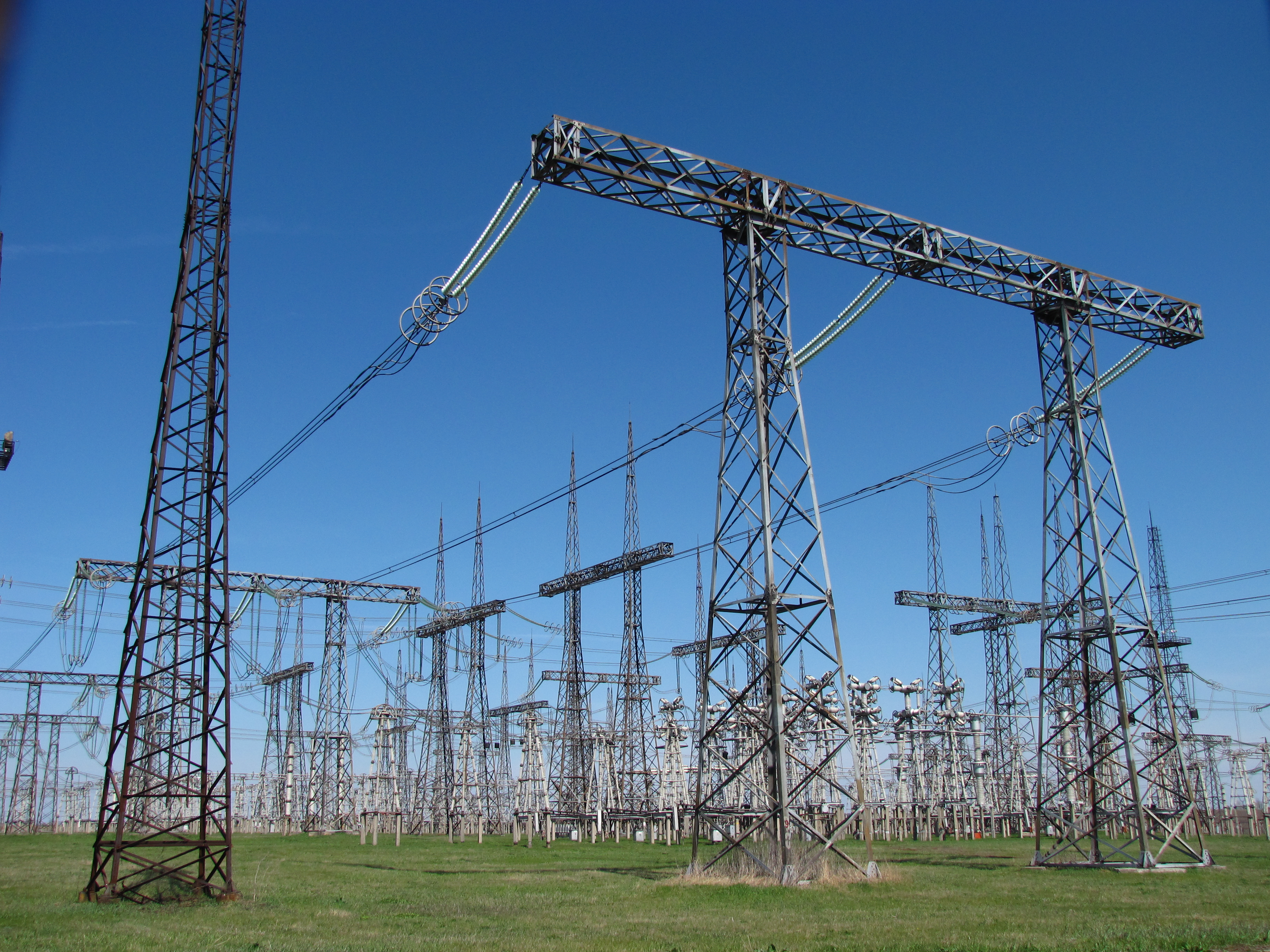
Poste électrique (750 kV), Oblast de Dnipropetrovsk
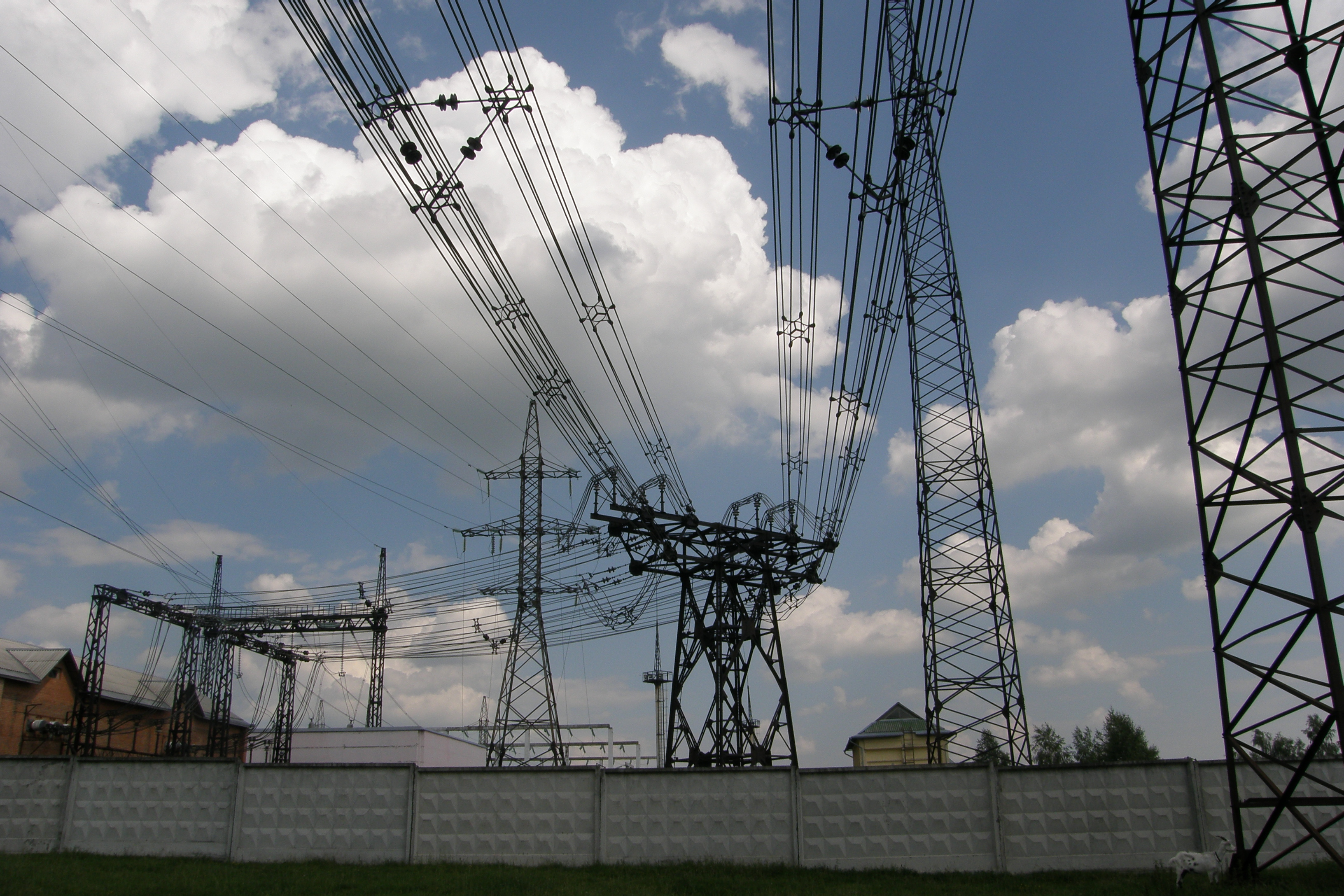
Faisceau compact de lignes 10 kV à la sous-station de Luzk (Oblast de Volhynie)

Le groupe DTEK possède six filiales dans le transport et la distribution d'électricité, dans les régions de Donetsk, Dnipropetrovsk, Kiev et la Crimée. Son réseau totalise 158 700 km de lignes.
Pendant l'invasion russe de 2022, les troupes russes ont délibérément visé les réseaux à haute tension, les transformateurs et les centrales électriques ; la centrale thermique d'Okhtyrka, a même été complètement détruite en mars. DTEK, plus grand investisseur privé ukrainien dans le secteur de l'énergie, estime avoir rebranché près de 3,4 millions de foyers en 6 mois. En avril, en plus de l'activation de son mécanisme de protection civile, l'Union européenne a créé le Fonds de soutien à l'énergie en Ukraine, afin de faciliter le financement du secteur énergétique par les acteurs financiers internationaux. Lors de l'invasion, l'Ukraine s'est débranchée des réseaux électriques russes et biélorusses et s'est synchronisé avec le réseau européen en juin 2022. Grâce à du combustible américain, les centrales nucléaires du pays continuent à produire de l'électricité. Le pays a réduit de 30 % sa consommation électrique par rapport à 2021, principalement avec l'arrêt d'usines situées à l'est du pays ; il est même parvenu à exporter de l'électricité.

### Échanges internationaux
L'Ukraine faisait, jusqu'en 2021, partie de l'IPS/UPS, le réseau synchrone de transport d'électricité qui regroupe la Russie et les pays de la Communauté des États indépendants ; sa partie occidentale (« îlot énergétique de Bourchtyn ») est cependant intégrée au Réseau européen des gestionnaires de réseau de transport d’électricité. Elle est adhérent de la Communauté de l'énergie dont l'objectif est de créer un marché intégré de l'énergie entre l'Union européenne et les pays voisins.
En 2021, l'Ukraine a exporté 3 497 GWh et importé 1 458 GWh. En 2012, les exportations avaient atteint 11 561 GWh.
En 2015, du fait de la perte du charbon du Donbass, les exportations ont chuté : le rapport annuel de DTEK, qui contrôle ces exportations, annonce qu'elles sont passées de 7 988 GWh en 2014 à 3 555 GWh en 2015, soit -55,5 %.
ENTSO-E fournit les détails des échanges d'électricité avec les pays de l'Union européenne en 2014 :
- avec la Hongrie : 5 613 GWh d'export, 12 GWh d'import ;
- avec la Slovaquie : 64 GWh d'export, 2 440 GWh d'import ;
- avec la Roumanie : 1 126 GWh d'export, 137 GWh d'import ;
- avec la Pologne : 685 GWh d'export.

La ligne HVDC Volgograd-Donbass est la première liaison à courant continu haute tension russe, construite en 1964, d'une longueur de 475 kilomètres, entre la centrale hydroélectrique de Volgograd et Pervomaisk, près de Luhansk en Ukraine. Cette liaison pouvait à l'origine transmettre 800 MW à une tension d'exploitation de 400 kV. En 2014, l'installation est vétuste et est utilisée à une tension de 100 kV.

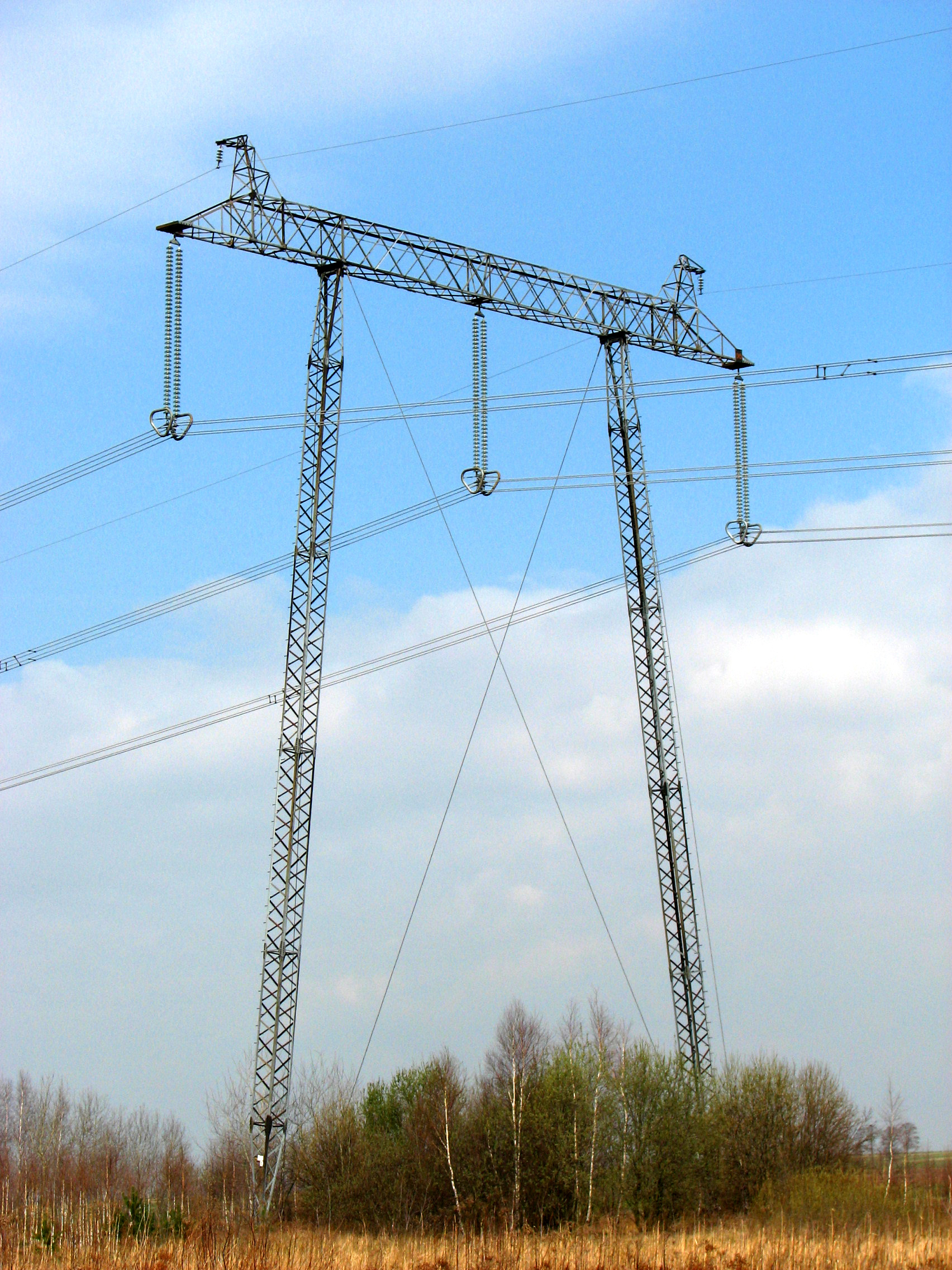
Pylône de la ligne Rzeszów–Khmelnytskyi 750 kV, 2007.

À la fin de l'époque soviétique a été bâti le système « Mir » d'interconnexion entre l'Union soviétique et les pays du Comecon, composé de ligne à 750 kV dont trois concernent l'Ukraine :
- la ligne Albertirsa–Zakhidnoukrainskaya–Vinnytsia, longue de 479 km, entre la Hongrie et l'Ukraine ; décidée en 1974, elle a été mise en service en 1979 ;
- la ligne Rzeszów–Khmelnytskyi, longue de 395 km, entre la Pologne et l'Ukraine ; décidée en 1977, elle a été mise en service en 1985 ;
- la ligne Vetrino–Isaccea–Yuzhnoukrainsk relie l'Ukraine à la Roumanie et la Bulgarie ; décidée en 1982, elle a été mise en service en 1988.

La centrale à charbon de Bourchtyn (2 300 MWe), dans la région d'Ivano-Frankivsk, a été déconnectée du réseau national en 2002 pour former l'« îlot énergétique de Bourchtyn », synchronisé avec le réseau de l'Union européenne (ENTSO-E) et connecté en 400 kV à la Hongrie, la Slovaquie et la Roumanie ; une ligne à courant continu haute tension de 750 kV vers la Pologne est proposée depuis 2015 ; dans le cadre de ce projet dit « pont énergétique », la centrale de Khmelnytskyi serait déconnectée du réseau ukrainien et connecté au réseau de l'Union européenne. Mais ce projet, approuvé par le gouvernement en juin 2015, n'a pas été réalisé.
L’Ukraine vit en « isolement » électrique entre sa déconnexion volontaire du réseau russe le 24 février 2022 et son raccordement au système électrique européen. Les ministres de l’énergie de l’Union européenne ont donné leur feu vert pour cette synchronisation. Le réseau européen des gestionnaires de réseau de transport d'électricité (Entso-E) évalue la faisabilité technique de ce raccordement depuis le milieu des années 2000 et étudie les perturbations qu'il pourrait provoquer, par exemple si des infrastructures électriques ukrainiennes étaient endommagées lors de bombardements. Ce raccordement présente des difficultés techniques importantes, car les moyens de production d'électricité ukrainiens sont de technologie russe, leur régulation et leur fonctionnement diffèrent des autres moyens de production en Europe. De plus, il faut garantir la robustesse du réseau ukrainien face aux cyberattaques afin d'éviter que celles-ci se propagent dans toute l'Europe. Le ministre allemand de l'Économie et du Climat, Robert Habeck, formule des réserves : « il faut que le réseau électrique soit sécurisé de sorte que nous ne soyons pas confrontés à un black-out dans toute l'Europe si l'armée russe s'empare d'une centrale électrique en Ukraine ». Le 16 mars 2022, le réseau électrique ukrainien est connecté au réseau européen,.

### Acteurs du secteur
HAK (Енергетична компанія України - Compagnie d'énergie de l'Ukraine) était le holding d'état du secteur électrique, sous l'autorité du Ministère de l'énergie, jusqu'à sa dissolution décidée par le gouvernement le 4 septembre 2014. Elle contrôlait par ses filiales la plus grande partie de la production (hydraulique et thermique classique) et de la distribution d'électricité.
Energoatom (Compagnie nationale de production d'énergie nucléaire d'Ukraine) est l'entreprise nationale qui exploite l'ensemble des centrales nucléaires ukrainiennes depuis sa création en 1996.
La holding DTEK, dont le siège social est à Donetsk, contrôle la majorité de la production de charbon et des centrales thermiques classiques (18,2 GW), ainsi que la compagnie de transport d'électricité DTEK Vysokovoltni merezhi ; elle exporte l'électricité vers les pays européens,. Son capital est contrôlé par SCM Holdings, le holding de Rinat Akhmetov, l'oligarque le plus riche d'Ukraine.

### Consommation finale d'électricité
La consommation d'électricité par habitant s'élève en 2021 à 3,2 MWh en Ukraine, inférieure de 11 % à la moyenne mondiale : 3,6 MWh, de 54 % à celle de la France : 6,9 MWh, de 56 % à celle de la Russie : 7,3 MWh et de 75 % à celle des États-Unis : 12,6 MWh.
La répartition par secteur de la consommation finale d'électricité a évolué comme suit :
| Secteur                                                  | 1990   | %    | 2000   | %    | 2010   | %    | 2020   | %    | 2021   | % 2021 | var. 2021/1990 |
| Industrie                                                | 145,37 | 70,7 | 60,30  | 53,1 | 65,91  | 49,1 | 45,89  | 40,4 | 47,98  | 40,4 % | -67 %          |
| Transport                                                | 14,47  | 7,0  | 9,24   | 8,1  | 8,97   | 6,7  | 5,71   | 5,0  | 5,97   | 5,0 %  | -59 %          |
| Résidentiel                                              | 17,19  | 8,4  | 30,12  | 26,5 | 36,74  | 27,4 | 36,55  | 32,2 | 38,22  | 32,2 % | +122 %         |
| Tertiaire                                                |        |      | 8,81   | 7,8  | 19,23  | 14,3 | 21,56  | 19,0 | 22,54  | 19,0 % | ns             |
| Agriculture                                              | 28,49  | 13,9 | 5,02   | 4,4  | 3,28   | 2,4  | 3,80   | 3,3  | 3,97   | 3,3 %  | -86 %          |
| Total                                                    | 205,53 | 100  | 113,49 | 100  | 134,13 | 100  | 113,51 | 100  | 118,67 | 100 %  | -42 %          |
| Source des données : Agence internationale de l'énergie. |        |      |        |      |        |      |        |      |        |        |                |

## Réseaux de chaleur

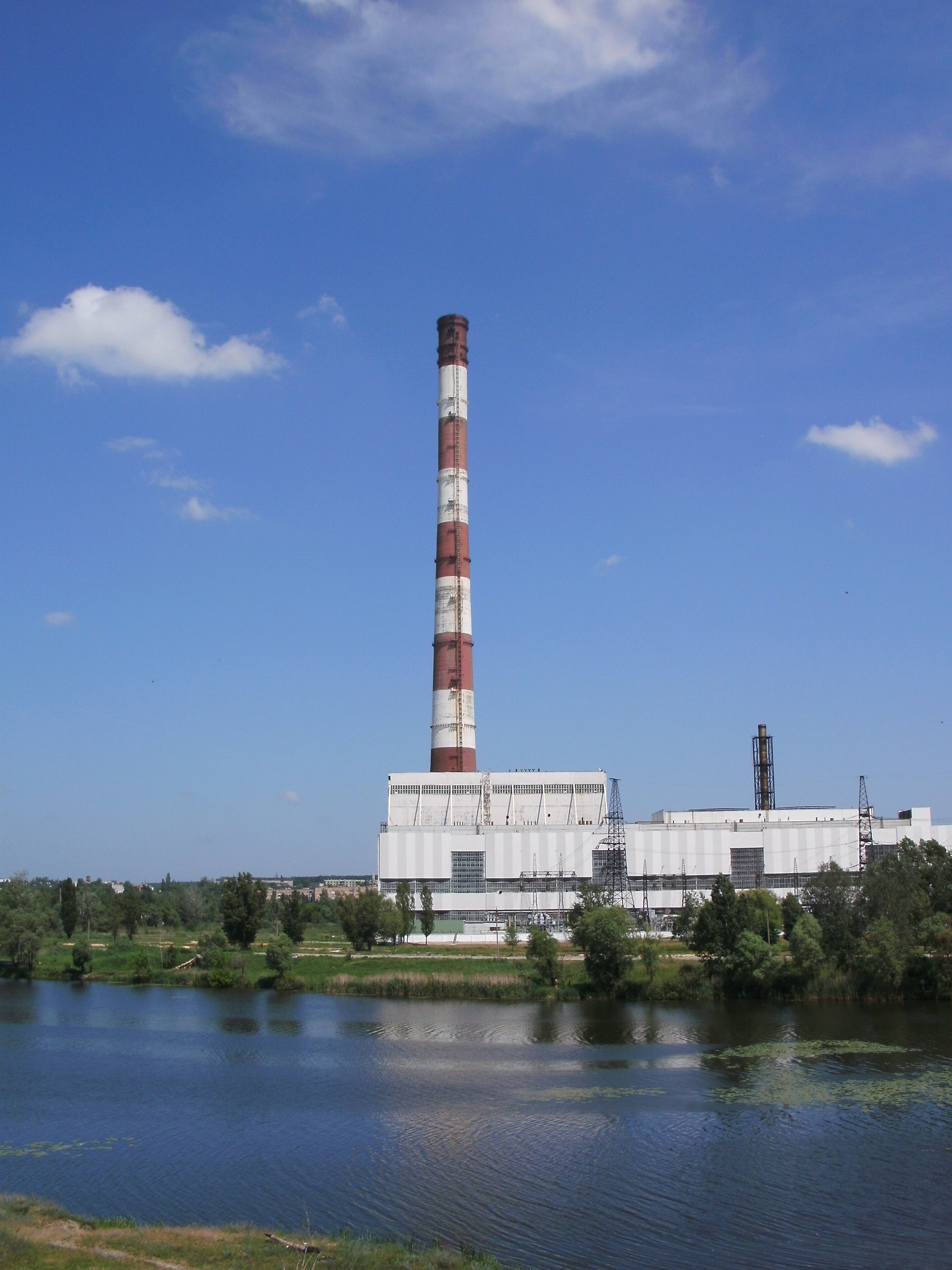
Kharkiv TEC-5, en 2010.

La centrale de cogénération de Kharkiv TEC-5, dans le village de Podvorky, district de Dergachy dans la région de Kharkiv, a une capacité de production d'électricité de 540 MW et de 1 420 Gcal/h de chaleur ; à Kyiv plusieurs unités sont exploitées par Kyivteploenergo comme TEC 5, TEC 6.
La chaleur issue des centrales de cogénération et des centrales de chaleur pure (chaufferies) et distribuée par les réseaux de chaleur représentait 305 PJ en 2021, soit 14,9 % de la consommation finale d'énergie du pays, destinée pour 50 % à l'industrie, 26 % au secteur résidentiel, 21 % au tertiaire et 2,4 % à l'agriculture. Elle était produite à partir de combustibles fossiles pour 83,7 % (charbon 12,9 %, pétrole 0,4 %, gaz naturel 70,4 %), de nucléaire pour 1,6 %, de biomasse pour 8,4 %, de déchets pour 5,4 % et d'autres sources pour 0,9 %. La production a décliné de 77 % entre 1990 et 2021 et la consommation de chaleur de 76 %, surtout dans l'industrie : -78 % et le résidentiel : -87 %. La production de chaleur de l'Ukraine en 2021 (390 PJ) représentait 2,2 % du total mondial, au sixième rang mondial, à comparer avec l'Allemagne : 470 PJ, la France : 191 PJ, la Russie, no 2 mondial : 5 619 PJ et la Chine, no 1 mondial : 6 981 PJ.
| Source                                                   | 1990    | %    | 2000  | %    | 2010  | %    | 2020  | %    | 2021  | % 2021 | var. 2021/1990 |
| Charbon                                                  | 15,1    | 0,9  | 8,0   | 1,1  | 88,9  | 14,3 | 50,5  | 13,0 | 50,2  | 12,9 % | +232 %         |
| Pétrole                                                  | 278,6   | 16,2 | 26,3  | 3,5  | 8,0   | 1,3  | 2,2   | 0,6  | 1,7   | 0,4 %  | -99 %          |
| Gaz naturel                                              | 1 425,5 | 82,9 | 712,5 | 95,4 | 510,5 | 82,0 | 272,1 | 70,1 | 274,9 | 70,4 % | -81 %          |
| Total fossiles                                           | 1 719,2 | 100  | 746,8 | 100  | 607,4 | 97,6 | 324,8 | 83,7 | 326,8 | 83,7 % | -81 %          |
| Nucléaire                                                |         |      |       |      | 6,4   | 1,0  | 5,8   | 1,5  | 6,1   | 1,6 %  | ns             |
| Biomasse                                                 |         |      |       |      | 8,4   | 1,4  | 33,0  | 8,5  | 33,0  | 8,4 %  | ns             |
| Déchets                                                  |         |      |       |      |       |      | 21,0  | 5,4  | 21,0  | 5,4 %  | ns             |
| Autres sources                                           |         |      |       |      |       |      | 3,3   | 0,9  | 3,3   | 0,9 %  | ns             |
| Total                                                    | 1 719,2 | 100  | 746,8 | 100  | 622,2 | 100  | 387,9 | 100  | 390,3 | 100 %  | -77 %          |
| Source des données : Agence internationale de l'énergie. |         |      |       |      |       |      |       |      |       |        |                |

## Impact environnemental
Les émissions de gaz à effet de serre (GES) dues à la combustion en Ukraine s'élevaient en 2021 à 161,4 Mt d'équivalent CO2, en baisse de 77 % par rapport à 1990.
Les émissions de CO2 dues à la combustion par habitant étaient en 2021 de 3,64 t CO2, inférieures de 15 % à la moyenne mondiale : 4,26 t/hab (en 2021) et de 10 % à celles de la France : 4,03 t/hab, de 39 % à la moyenne de l'Union européenne : 5,93 t/hab, de 50 % à celles de l'Allemagne : 7,21 t/hab et de 69 % à celle de la Russie : 11,70 t/hab.
|                                             | 1990  | 2021  | var. 2021/1990 | var.UE27 2021/1990 |
| Émissions GES (Mt CO2)                      | 694,3 | 161,4 | -77 %          | -25,5 %            |
| Émissions CO2/habitant (t CO2)              | 13,27 | 3,64  | -73 %          | -30,4 %            |
| Source : Agence internationale de l'énergie |       |       |                |                    |

| Combustible                                 | 1990 Mt CO2 | 2021 Mt CO2 | %     | var. 2021/1990 | var. UE27 2021/1990 |
| Pétrole                                     | 187,3       | 29,1        | 18 %  | -84 %          | -21 %               |
| Gaz naturel                                 | 210,7       | 49,3        | 31 %  | -77 %          | +42 %               |
| Charbon                                     | 296,2       | 77,2        | 48 %  | -74 %          | -58 %               |
| Total                                       | 694,3       | 161,4       | 100 % | -77 %          | -25,5 %             |
| Source : Agence internationale de l'énergie |             |             |       |                |                     |

| | Émissions 2021      | part du secteur | Émissions/habitant | Émiss./hab. UE-27 |
| Secteur | Millions tonnes CO2 | %               | tonnes CO2/hab.    | tonnes CO2/hab.   |
| Secteur énergie hors élec. | 5,7                 | 3,6 %           | 0,13               | 0,37              |
| Industrie et construction | 65,2                | 40,9 %          | 1,49               | 1,50              |
| Transport | 27,7                | 17,4 %          | 0,63               | 1,74              |
| dont transport routier | 21,7                | 13,6 %          | 0,49               | 1,64              |
| Résidentiel | 36,8                | 23,1 %          | 0,84               | 1,21              |
| Tertiaire | 18,3                | 11,5 %          | 0,42               | 0,74              |
| Total | 159,6               | 100 %           | 3,64               | 5,76              |
| Source : Agence internationale de l'énergie * après ré-allocation des émissions de la production d'électricité et de chaleur aux secteurs de consommation |                     |                 |                    |                   |